# صخر رسوبي

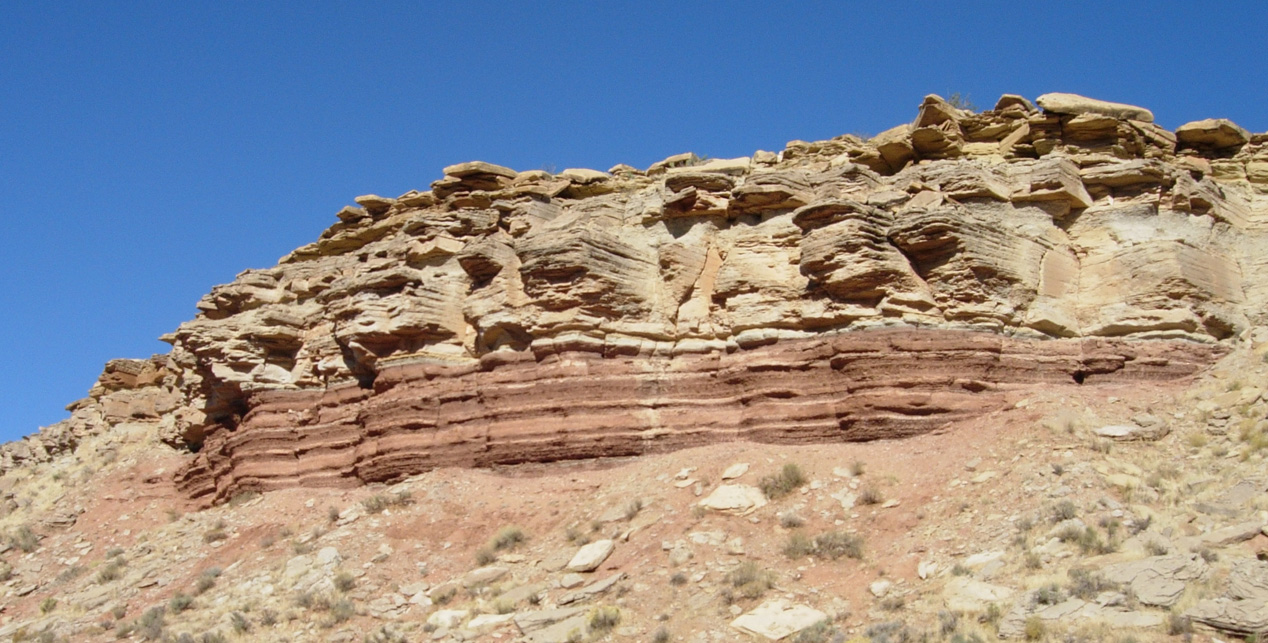
الترياسي الأوسط المتتالي البحري الهامشي للأحجار الطينية (طبقات حمراء في قاعدة الجرف) والحجر الجيري (الصخور البنية أعلاه)، تكوين العذراء، جنوب غرب ولاية يوتا ، الولايات المتحدة

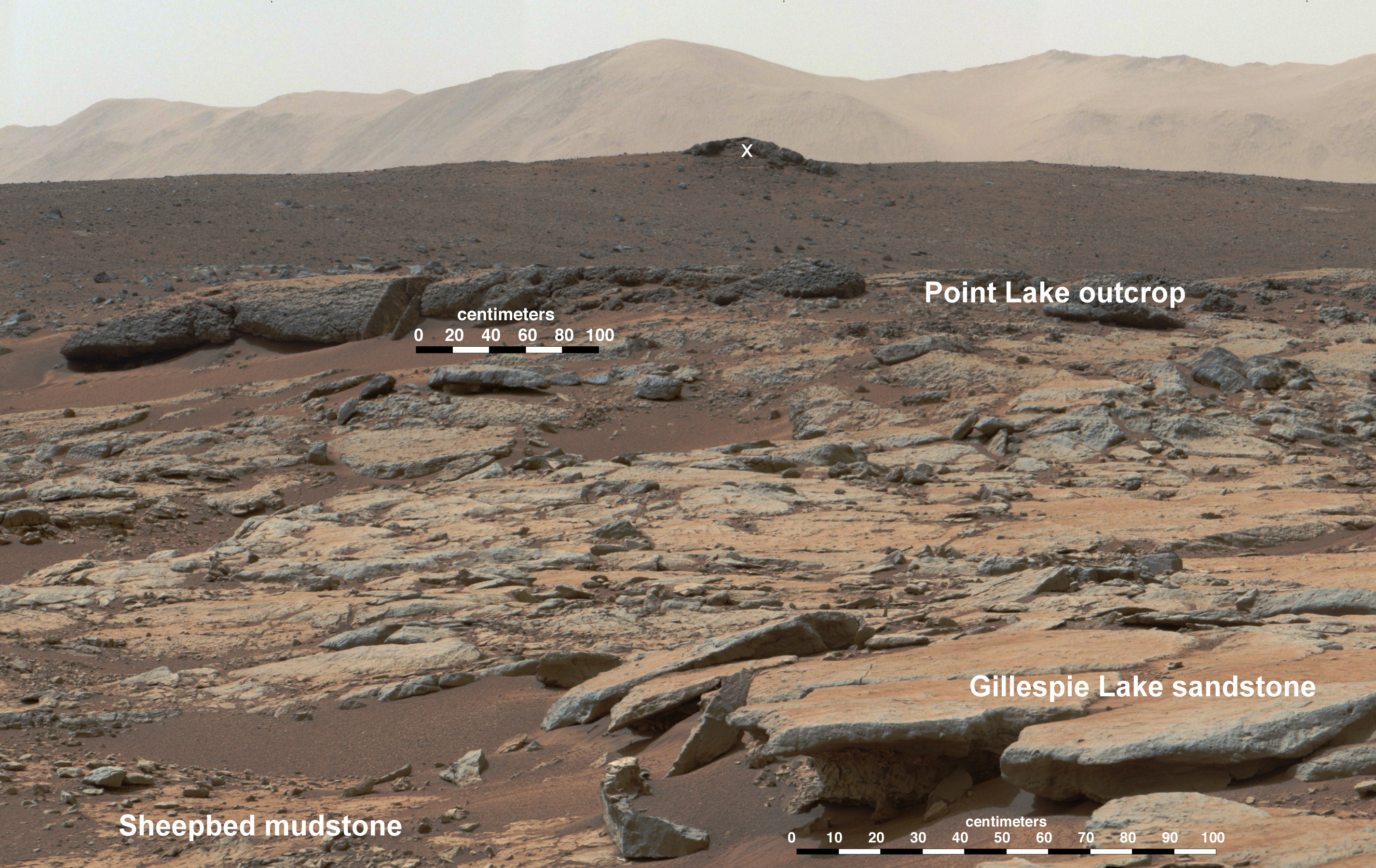
صخور رسوبية على سطح المريخ، تحققت من قبل كيوريوسيتي روفر التابعة لناسا

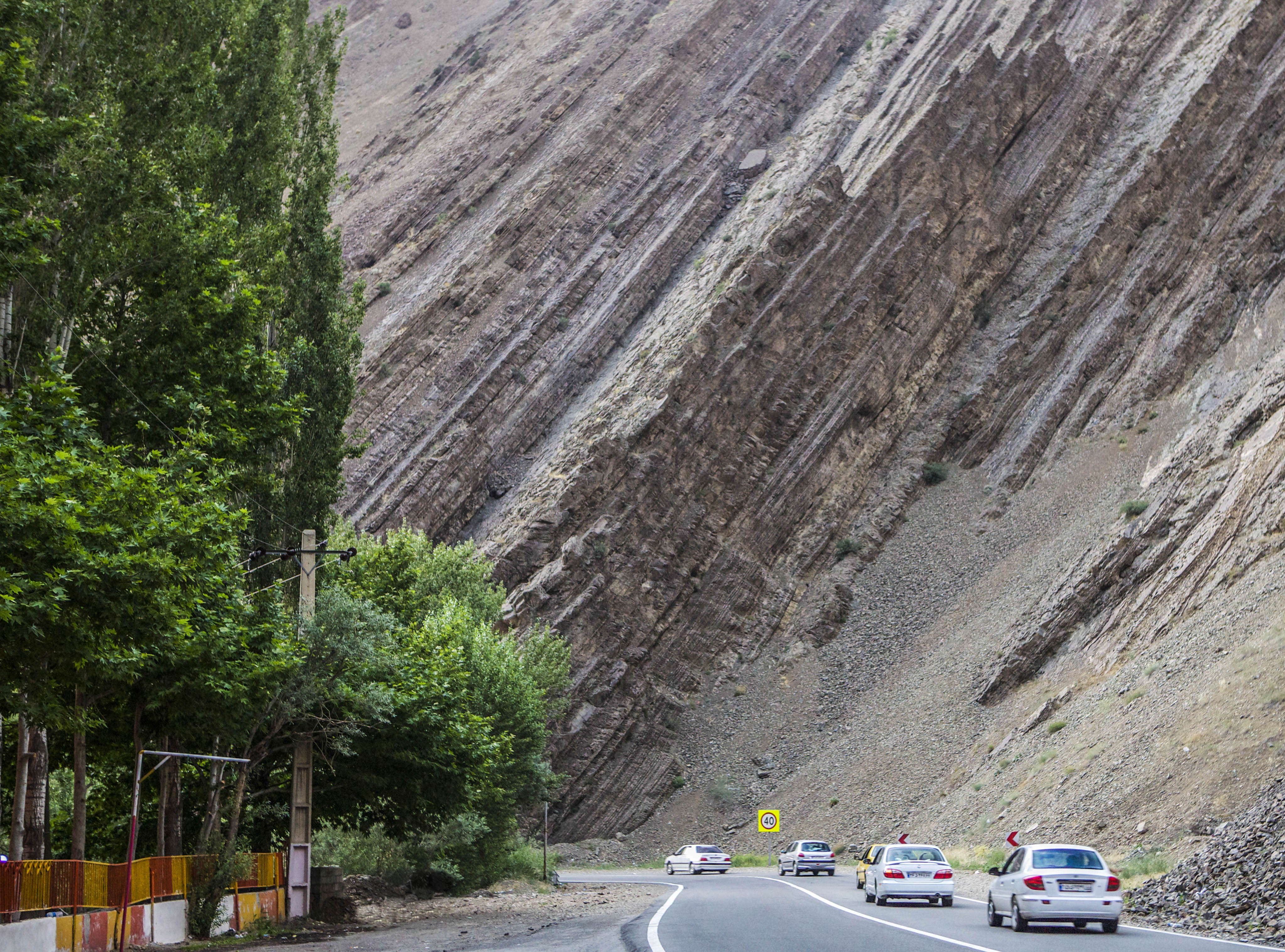
إنحناء طبقات الصخور الرسوبية بشكل حاد على طول طريق تشالوس في شمال إيران

الصخور الرسوبية هي صخور متشكّلة نتيجة تفتت وترسب وتدعيم الرمال والصخور والرواسب الناجمة من التجوية والتعرية. وتظهر هذه الصخور على هيئة طبقات متتابع بعضها فوق بعض. تنتقل الرواسب بالماء والرياح والجليد والأنهار الجليدية والتي تسمى عوامل التعرية. ويمكن أن يحدث الترسيب أيضا بسبب ترسب المعادن من محلول الماء أو قذائف المخلوقات المائية التي تستقر من التعليق.
الغطاء الصخري الرسوبي لقارات القشرة الأرضية واسع (73٪ من سطح الأرض الحالي للأرض) ولكن إجمالي مساهمة الصخور الرسوبية يقدر ب 8٪ فقط من الحجم الكلي للقشرة. الصخور الرسوبية ليست سوى قشرة رقيقة على قشرة تتكون أساسا من الصخور النارية والصخور المتحولة وترسب الصخور الرسوبية في طبقات وتشكيل هيكل يسمى الفراش (بدنج) وتوفر دراسة الصخور الرسوبية وطبقات الصخور معلومات عن سطح الأرض مفيد للهندسة المدنية وعلى سبيل المثال في بناء الطرق والمنازل والأنفاق والقنوات أو غيرها من الهياكل، الصخور الرسوبية هي أيضا مصادر هامة للموارد الطبيعية مثل الفحم، الوقود الأحفوري، مياه الشرب أو الخامات.
دراسة تسلسل الطبقات الصخرية الرسوبية هي المصدر الرئيسي لفهم تاريخ الأرض بما في ذلك علم الجغرافيا القديمة وعلم المناخ القديم وتاريخ الحياة ويسمى الانضباط العلمي الذي يدرس خصائص وأصل الصخور الرسوبية علم الرسوبيات. علم الرسوبيات هو جزء من الجيولوجيا والجغرافيا الطبيعية ويتداخل جزئيا مع التخصصات الأخرى في علوم الأرض مثل علم الأحياء، الجيومورفولوجيا، الجيوكيمياء والجيولوجيا الهيكلية كما تم العثور على الصخور الرسوبية على سطح المريخ.

## التصنيف اعتماد على المصدر
يمكن تقسيم الصخور الرسوبية إلى أربع مجموعات استنادا إلى العمليات المسؤولة عن تشكيلها: الصخور الرسوبية المتطايرة والصخور الرسوبية الحيوية (البيولوجية) والصخور الرسوبية الكيميائية والفئة الرابعة من الصخور الرسوبية «الأخرى» التي تشكلها الآثار البركانية وغيرها عمليات بسيطة.

### الصخور الرسوبية الفتاتية
.

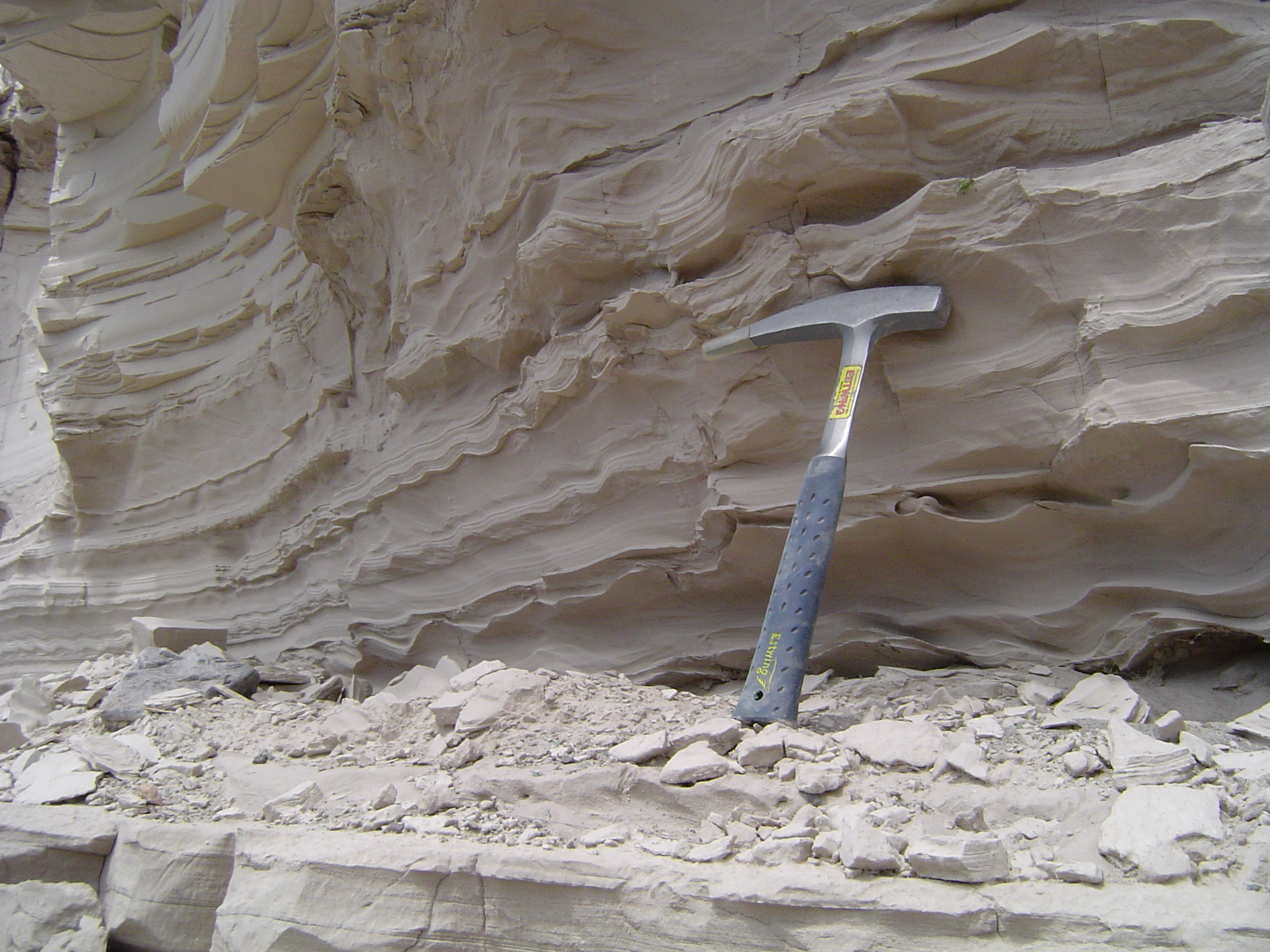
ترسيبات الحجر الطينى داخل بحيرة جليدي في ميسولا مونتانا بالولايات المتحدة. لاحظ البدنج مسطحة موجوده في ترسيبات الكوسترين

وتتكون الصخور الرسوبية الرملية من شظايا صخرية أخرى كانت مدعمة بمعادن السيليكات وتتكون الصخور الترابية إلى حد كبير من الكوارتز، الفلسبار، الصخور (ليثيك) شظايا، والمعادن الطينية، والميكا وأي نوع من المعادن قد تكون موجودة ولكنها تمثل عموما المعادن الموجودة محليا.
الصخور الرسوبية الرملية مقسمة حسب حجم الجسيمات المهيمنة ويستخدم معظم الجيولوجيين مقياس حجم الحبوب ويقسم الرواسب غير المجمعة إلى ثلاثة أجزاء: الحصى (قطرها 2 مم) والرمال (قطرها من 1/16 إلى 2 مم) والطين (الطين <1/256 مم والطمي هو بين 1/16 و 1/256 مم) وإن تصنيف الصخور الرسوبية المتشابكة يوازي هذا المخطط التكتلات وبريشياس مصنوعة في الغالب من الحصى، ومصنوعة من الحجر الرملي في الغالب من الرمل، ومصنوعة من الطين في معظمها من أجود المواد وينعكس هذا التقسيم الثلاثي من قبل فئات واسعة من روديتس، اريونيت، ولوتيتس على التوالي في الأدب القديم.
ويعتمد تقسيم هذه الفئات العريضة الثلاث على الفروق في شكل الحبوب: (الكنجلوميرات والبريشيا)، وتكوينها (الأحجار الرملية) وحجم الحبوب أو الملمس (الطين).

#### صخور الرصيص والمدملكات
وتتكون صخور الرصيص في الغالب من الحصى المدور (الدائري) في حين تتكون المدملكات من الحصى ذات زوايا حادة.

#### الحجر الرملي

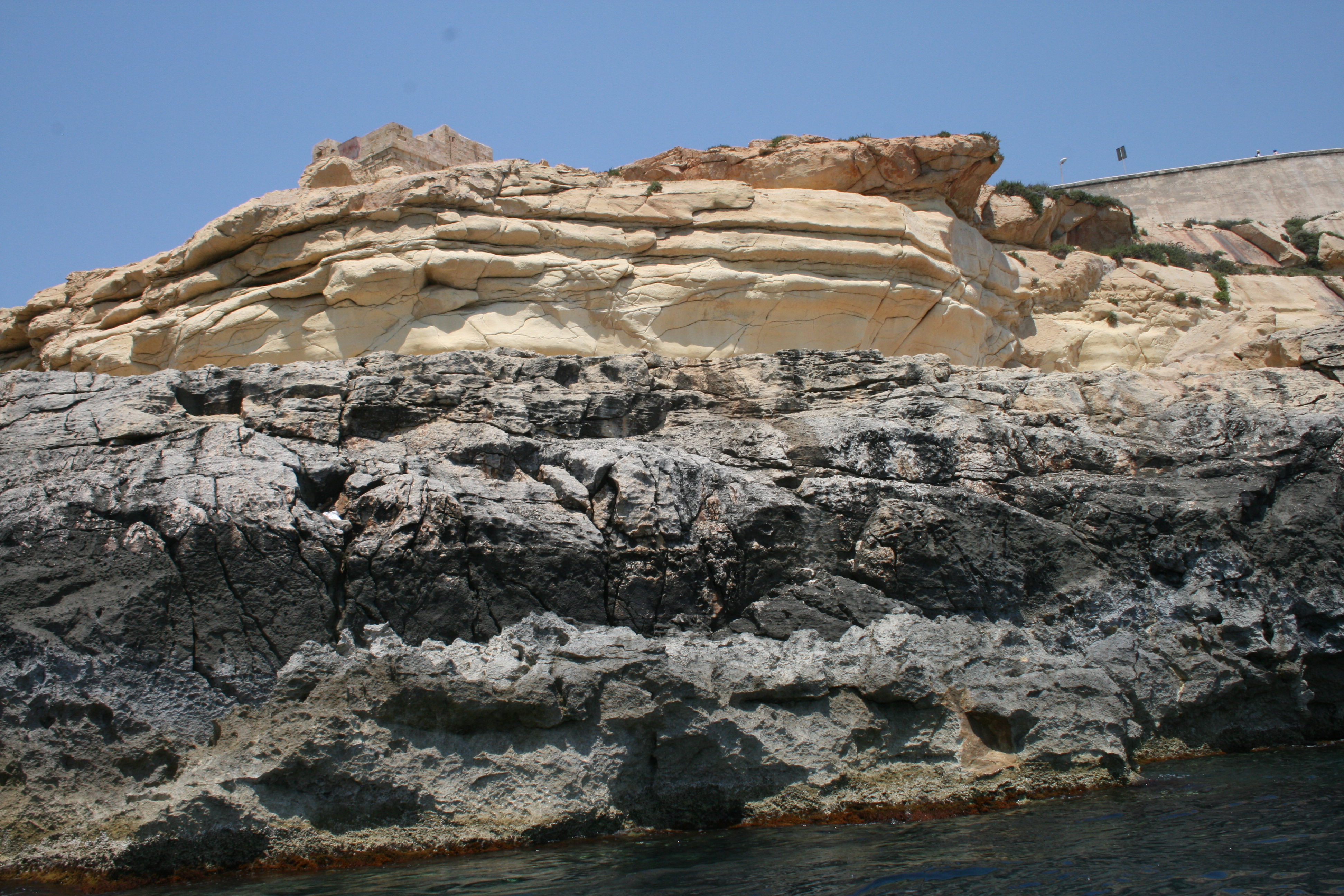
الصخرة الرسوبية والحجر الرملى داخل مالتا

وتختلف مخططات تصنيف الحجر الرملي على نطاق واسع ولكن معظم الجيولوجيين قد اعتمدوا مخطط دوت  الذي يستخدم الوفرة النسبية من الكوارتز، الفلسبار، والحبوب الليثية الإطار ووفرة مصفوفة بين الحبوب الكبيرة.
تكوين هيكل الحبوب:
الوفرة النسبية للحبوب الرملية الحجم تحدد الكلمة الأولى في اسم الحجر الرملي ويعتمد التسمية على هيمنة المكونات الثلاثة الأكثر وفرة الكوارتز، الفلسبار، أو الشظايا الحجرية التي نشأت من الصخور الأخرى وتعتبر جميع المعادن الأخرى الملحقات ولا تستخدم في تسمية الصخرة بغض النظر عن وفرتها.
- الحجارة الرملية الكوارتز لديها> 90٪ من الحبوب الكوارتز
- الحصى الرملية فيلدسباثيك لديها <90٪ من الحبوب الكوارتز وحبوب الفلسبار أكثر من الحبوب الليثية
- تحتوي الأحجار الرملية الحجرية على أقل من 90٪ من حبيبات الكوارتز والحبوب الليثية أكثر من حبوب الفلسبار

وفرة المواد الطينية بين الرمال (الارضيةبتعتها)
عندما تودع جسيمات الرمال الحجم والفضاء بين الحبوب إما تبقى مفتوحة أو مليئة بالطين (الطمي أو جسيمات الطين الحجم).
- الحجارة الرملية «النظيفة» مع مساحة المسام المفتوحة (التي قد تملأ لاحقا بمواد طينية) تسمى أرينيتس.
- ويسمى الحجر الرملي مع وفرة من محتوى طينى (> 10٪) يسمى واكى.

ستة أسماء من الحجر الرملي ممكنة باستخدام الواصفات لتكوين الحبوب (الكوارتز، الفلدسباثيك، والليثية) وكمية المصفوفة (وكي أو أرينيت) على سبيل المثال سوف تتكون أرينيت الكوارتز من معظمها (> 90٪) حبوب الكوارتز ولها القليل أو لا يوجد مصفوفة الطين الطينية بين الحبوب وويك الصخرية سيكون لها حبوب ليثية وفيرة ومحتوى طينى وفير وما إلى ذلك.
على الرغم من أن نظام تصنيف دوت  يستخدم على نطاق واسع من قبل علماء الرسوبيات فإن الأسماء الشائعة مثل غريوك وأركوز وحجر الكوارتز لا تزال تستخدم على نطاق واسع من قبل غير المتخصصين والأدب الشعبي.

#### الصخور الطينية
.

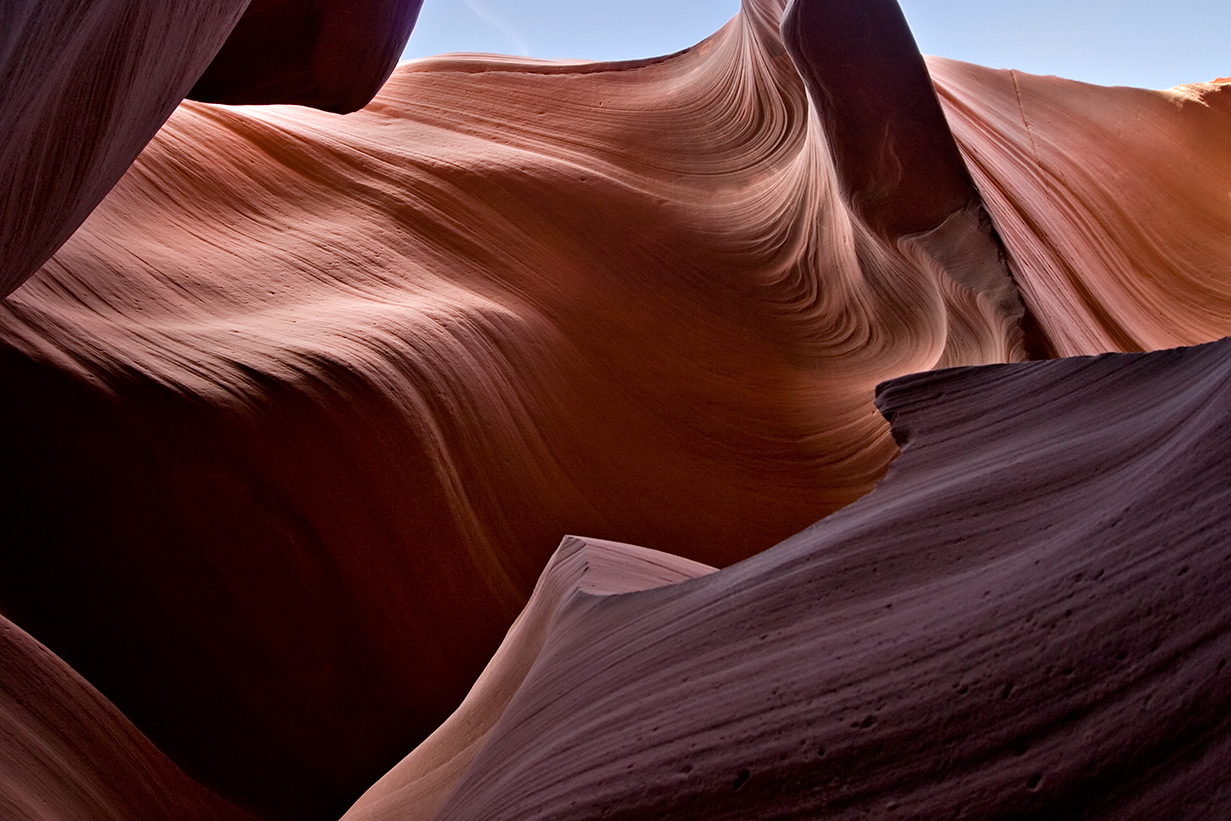
وقد تم حفر وادي الظباء السفلى من الحجر الرملي المحيط به من خلال التجوية الميكانيكية والتجوية الكيميائية, الرياح والرمال والماء من الفيضانات هي عوامل التجوية الرئيسية

الصخور الطينية هي الصخور الرسوبية التي تتكون من 50٪ على الأقل من الطمي والجسيمات الطينية الحجم وعادة ما تنقل هذه الجسيمات الدقيقة النحاسية بواسطة تدفق مضطرب في الماء أو الهواء وترسب مع تهدئة التدفق وتستقر الجسيمات من التعليق.
معظم المؤلفين يستخدمون مصطلح «مادروك» للإشارة إلى جميع الصخور المكونة من الطين. ويمكن تقسيم الطين إلى أحجار سيلتستون وتتألف بشكل رئيسي من جسيمات بحجم الطمي؛ الطين مع خليط من خليط من الطمي ووالكلايستون التي تتكون في معظمها من جزيئات من الطين  معظم المؤلفين يستخدمون «الصخر الزيتي» كمصطلح لمصهر انصهار (بغض النظر عن حجم الحبوب) على الرغم من أن بعض الأدب القديم يستخدم مصطلح «الصخر الزيتي» كمرادف للالمواد.

### الصخور الرسوبية البيوكيميائية

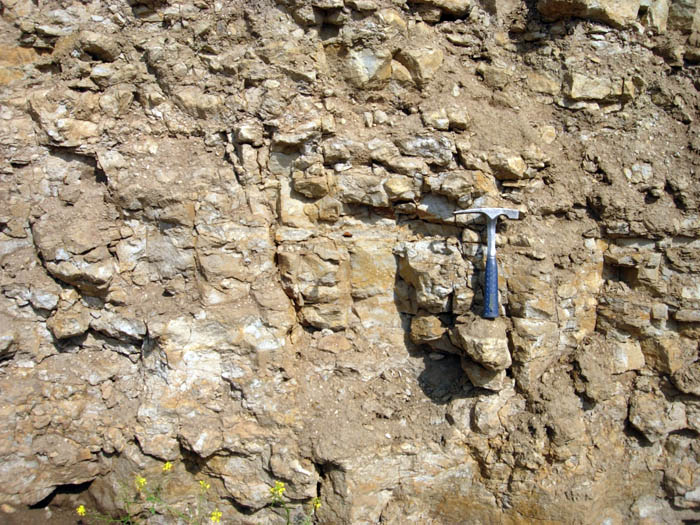
مكشف طبقى للصخر الزيتي في عصر أوردوفيشيان (كوكيرزيت) واقع نحو الشمالإستونيا

يتم إنشاء الصخور الرسوبية البيوكيميائية عندما تستخدم الكائنات الحية المواد المذابة في الهواء أو الماء لبناء نسيجها والامثله تشمل:
- وتتكون معظم أنواع الحجر الجيري من الهياكل العظمية الجيرية للكائنات الحية مثل الشعاب المرجانية والرخويات والفورامينيفيرا.
- الفحم الذي تشكل من النباتات التي أزالت الكربون من الغلاف الجوي جنبا إلى جنب مع عناصر أخرى لبناء الأنسجة الخاصة بهم.
- تشكلت ودائع الكرت من تراكم الهياكل العظمية الصامتة للكائنات المجهرية مثل راديولاريا ودياتوميس

### الصخور الرسوبية الكيميائية
وتشكل الصخور الكيميائية الرسوبية عندما تصبح المكونات المعدنية في المحلول فوق المشبعة وراسب غير عضوي وتشمل الصخور الرسوبية الكيميائية المشتركة الحجر الجيري الصخري والصخور تتكون من معادن التبخر مثل الهاليت (ملح الصخور)، سيلفيت، الباريوم والجبس.
الجبس: من المعادن الاساسية في رواسب المتبخرات ويوجد المعدن في الرواسب الطبقية والعروق ورواسب العيون المائية الحارة
انهدريت: غالبا ما يصاحب معادن الجبس والهاليت ويوجد في طبقات مختلطا مع الملح في الصخور الجيرية وفي الصخور الرسوبية أو العروق كأحد نواتج تجويه الكبريتيدات
هاليت: يوجد كطبقات من الملح الصخري والتي قد توجد على هيئه قباب من الملح وقد يوجد المعدن كبلورات كامله الاوجه منتشره في بعض الرواسب السطحية
كالسيت: يعتبر الكالسيت المكون الاساسي في معظم الصخور الجيرية ويعتبر من المعادن الهامة المكونه للاصداف الجيرية كمعدن ثانوى للتكوين في بعض الصخور الرسوبية ويوجد أيضا كماده لاحمه بين الحبيبات في كثير من الصخور الرسوبية
دولوميت: يعتبر ثانوى التكوين حيث يتكون عندما يتفاعل الاراجوليت أو الكالسيت مع المركبات الغنية بالمغنيسيوم والدولوميت موجود في الصخور الرسوبية وخاصه في رواسب المتبخرات

### الصخور الرسوبية الأخرى
وتشمل هذه الفئة المتنوعة الرابعة الصخور التي شكلتها تدفقات الهواء البيروكلي وتأثير بريشياس، بريتشياس البركانية، وغيرها من العمليات غير المألوفة نسبيا.

## مخططات التصنيف التركيبية
بدلا من ذلك، الصخور الرسوبية يمكن تقسيمها إلى مجموعات التركيبية على أساس المعادن الخاصة بهم:
- الصخور الرسوبية السيليسيكلية تتكون بشكل رئيسي من معادن السيليكات وقد تم نقل الرواسب التي تشكل هذه الصخور على شكل حمولة سرير، أو تحميل معلق، أو عن طريق تدفقات الجاذبية الرسوبية وتنقسم الصخور الرسوبية السيليسية إلى تكتلات وبريشيا، وحجر رملي، ومودروكس.
- وتتكون الصخور الرسوبية الكربونية من الكالسيت CaCO3 rhombohedral , الأراغونيت orthorhombic CaCO3 , والدولوميت (CaMg(CO2) وغيرها من المعادن كربونات على أساس أيون CO2-3 وتشمل الأمثلة الشائعة الحجر الجيري ودولوستون.
- وتتكون الصخور الرسوبية إيفابوريت من المعادن التي تشكلت من تبخر الماء. أكثر المعادن التبخرية شيوعا هي كربونات (الكالسيت وغيرها تعتمد على CO3) والكلوريدات (الهاليت وغيرها بنيت على Cl) وكبريتات (الجبس وغيرها بناء على SO4) والصخور المبخرة عادة ما تشمل الهاليت وفيرة (الملح الصخري)، الجبس، والانهيدريت.
- الصخور الرسوبية العضوية الغنية لديها كميات كبيرة من المواد العضوية، عموما ما يزيد على 3٪ من إجمالي الكربون العضوي وتشمل الأمثلة الشائعة الفحم والصخر الزيتي وكذلك الصخور المصدر للنفط والغاز الطبيعي.
- الصخور الرسوبية الصخرية تتكون تقريبا تقريبا من السيليكا (sio2)وعادة ماتشير إلى الشيرت والعقيق وغيرها من الأشكال البلورية الصغيرة.
- وتتكون الصخور الرسوبية الغنية بالحديد من 15٪ من الحديد وأشكالها الأكثر شيوعا هي تكوينات الحديد البندد ووحجرالحديد.[6]
- وتتكون الصخور الرسوبية الفوسفاتية من معادن الفوسفات وتحتوي على أكثر من 6.5٪ من الفوسفور ومن الأمثلة على ذلك رواسب عقيدات الفوسفات، وأسرة العظام، والطين الفوسفاتي.[7]

## الترسيب والنقل

### نقل الرواسب وترسبها

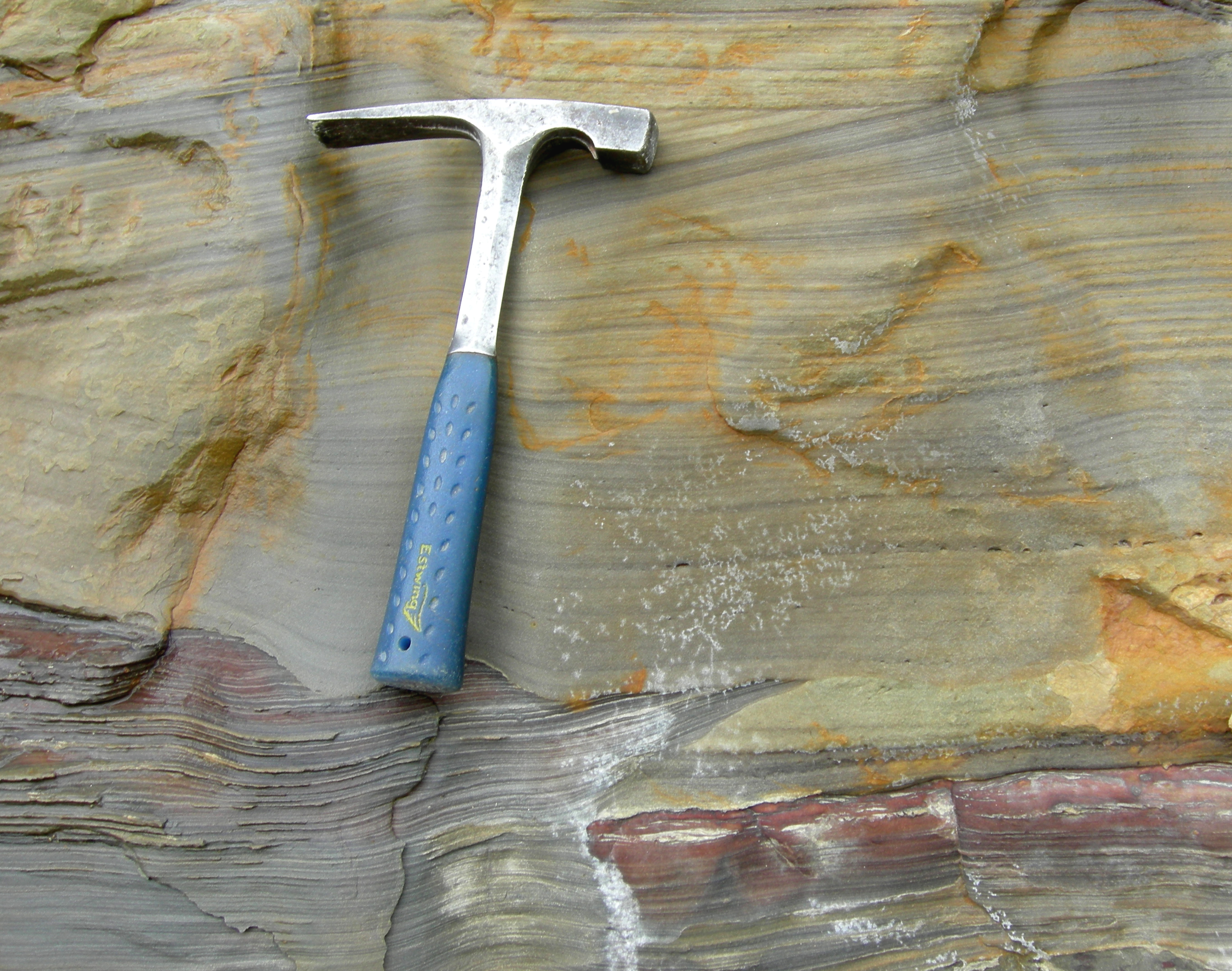
كروس بدنج في الحجر الرملي, لوجان تشكيل بسبب (مسيسيبى) مقاطعة جاكسون أوهايو

وتتكون الصخور الرسوبية عندما تودع الرواسب من الهواء أو الجليد أو الرياح أو الجاذبية أو المياه التي تحمل الجسيمات في التعليق وغالبا ما تتشكل هذه الرواسب عندما التجوية والتعرية تكسر صخرة في مادة فضفاضة في منطقة المصدر ثم تنقل المادة من منطقة المصدر إلى منطقة الترسب ويعتمد نوع الرواسب المنقولة على جيولوجيا المناطق النائية (منطقة مصدر الرواسب) ومع ذلك تتكون بعض الصخور الرسوبية مثل التبخر من المواد التي تتكون في مكان الترسب وبالتالي فإن طبيعة الصخور الرسوبية لا تعتمد فقط على إمدادات الرواسب بل أيضا على البيئة الترسبية التي تكونت فيها.

### عمليات التصلد (التصلب)

حل الضغط في العمل في الصخور في حين يذوب المواد في الأماكن التي تكون فيها الحبوب على اتصال وتعمل كاسمنت في المسام المفتوحة المساحات. ونتيجة لذلك، هناك تدفق صافي المواد من المناطق تحت الضغط الشديد لتلك التي تحت الضغط المنخفض، مما يجعل الصخور الرسوبية يصبح أكثر إحكاما وأصعب. الرمال فضفاضة يمكن أن تصبح الحجر الرملي بهذه الطريقة.

يستخدم مصطلح التصلد أو التصلب لوصف جميع التغيرات الكيميائية والفيزيائية والبيولوجية باستثناء التجوية السطحية وخضعت الرواسب بعد ترسيب الأولي بعض هذه العمليات تسبب الرواسب لتوحيد إلى المدمجة كمادة صلبة ولا تزال الصخور الرسوبية الشابة ولا سيما تلك التي تعود إلى العصر الرباعي (وهي الفترة الأخيرة من المقياس الزمني الجيولوجي) غير موحدة. كما تراكم الرواسب يتراكم ويرتفع الضغط (ليتوستاتيك) الضغط الزائد وتسمى عملية تسمى التصفيح ولوصف جميع التغيرات الكيميائية والفيزيائية والبيولوجية باستثناء التجوية السطحية، خضعت الرواسب بعد ترسب الأولي. بعض هذه العمليات تسبب الرواسب لتوحيد إلى المدمجة مادة صلبة من المواد فضفاضة أصلا ولا تزال الصخور الرسوبية الشابة ولا سيما تلك التي تعود إلى العصر الرباعي (وهي الفترة الأخيرة من المقياس الزمني الجيولوجي) غير موحدة كلما تراكمت الرواسب يرتفع الضغط (ليتوستاتيك) الزائد وتسمى عملية التصفيح.
وغالبا ما تكون الصخور الرسوبية مشبعة بمياه البحر أو المياه الجوفية حيث يمكن للمعادن أن تذوب أو التي يمكن للمعادن أن تترسب منها وترسيب المعادن تقلل مساحة المسام في الصخور وهي عملية تسمى التسميد ونظرا لانخفاض في المسام الفضاء يتم طرد السوائل وتشكل الاسمنت وجعل الصخور أكثر إحكاما وكفاءة وبهذه الطريقة يمكن أن تصبح الصخور الرسوبية في الصخور الرسوبية «ملتصقة» معا.
عندما يستمر الترسيب تصبح طبقة الصخور القديمة دفن أعمق نتيجة لذلك ويزداد الضغط الصخري في الصخور بسبب وزن الرواسب المغمورة. هذا يسبب الضغط وهي عملية فيها الحبوب ميكانيكيا إعادة تنظيم. فالضغط، على سبيل المثال عملية دياجينية هامة في الطين والتي يمكن أن تتكون في البداية من 60٪ من الماء أثناء الضغط ويتم الضغط على هذا الماء الخلالي من المسام المساحات. ويمكن أيضا أن يكون الضغط نتيجة حل الحبوب عن طريق حل الضغط وتترسب المواد المذابة مرة أخرى في المسام المفتوحة المساحات مما يعني أن هناك تدفق صافي المواد في المسام. ومع ذلك، في بعض الحالات، يذوب المعدنية معينة ولا يعجل مرة أخرى هذه العملية وسميت الرشح ويزيد من مسام الفضاء في الصخور.
بعض العمليات البيوكيميائية مثل نشاط البكتيريا يمكن أن تؤثر على المعادن في الصخور وبالتالي ينظر إليها كجزء من تصلد الفطريات والنباتات (من جذورها) ومختلف الكائنات الحية الأخرى التي تعيش تحت السطح يمكن أن تؤثر أيضا على دياجينيسيس.
دفن الصخور بسبب الترسيب المستمر يؤدي إلى زيادة الضغط ودرجة الحرارة مما يحفز بعض التفاعلات الكيميائية ومن الأمثلة على ذلك ردود الفعل التي تصبح فيها المواد العضوية ليجنيت أو فحم عند زيادة درجة الحرارة والضغط لا يزال كذلك عامل التصلد يفسح المجال للتحول والعملية التي تشكل الصخور المتحولة.

## الخصائص

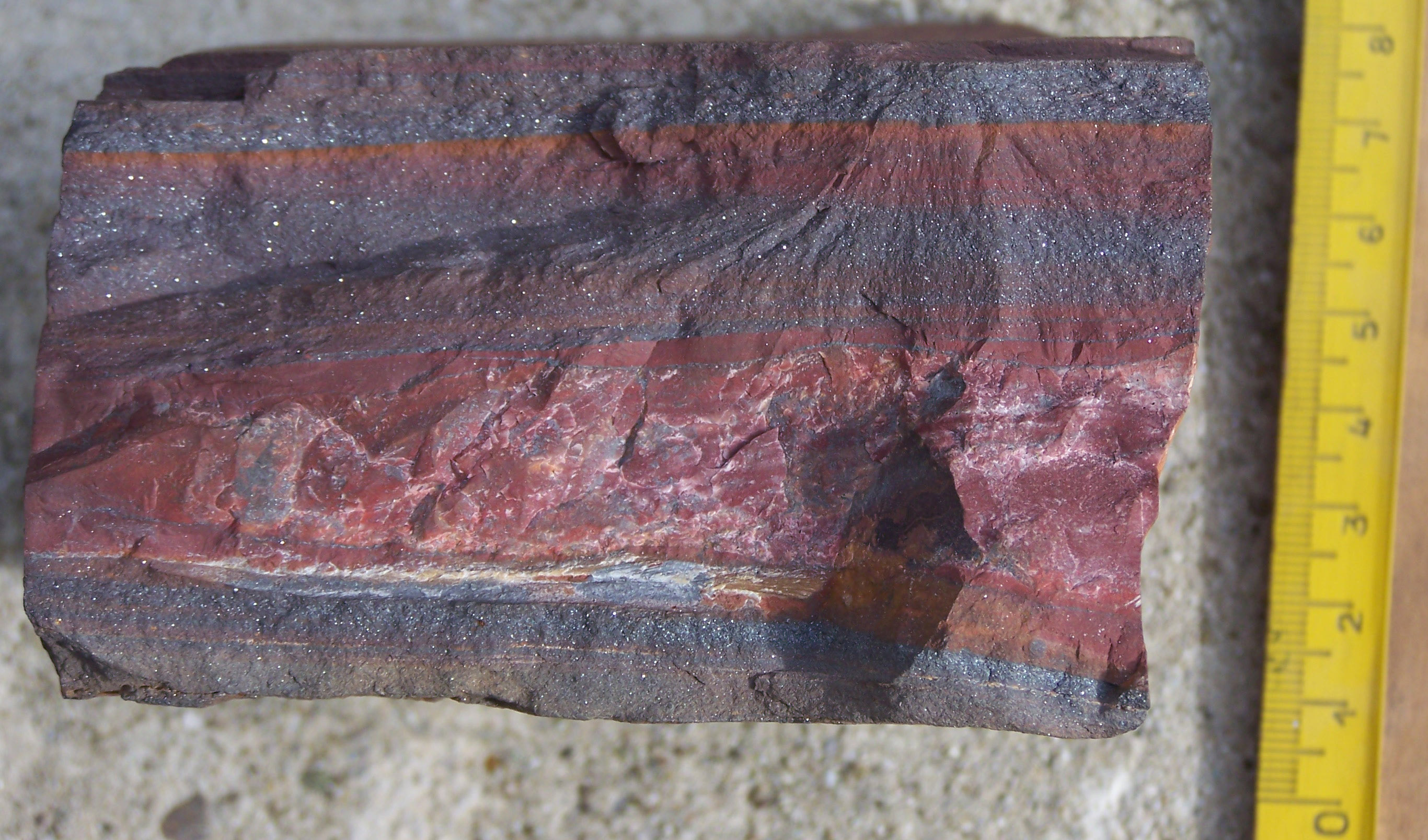
قطعة من تشكيل الحديد وهو نوع من الصخور التي تتكون من طبقات بالتناوب مع الحديد (III) أكسيد (الأحمر) والحديد (II) أكسيد (الرمادي)و تم تشكيل بيفس في الغالب خلال فترة ما قبل الكمبري، عندما كان الغلاف الجوي لم يكن غنيا بالأكسجين. موريز، ألف جزءا من جماعة باربرتون غرينستون حزام في جنوب أفريقيا

### اللون
وغالبا ما يتم تحديد لون الصخور الرسوبية من الحديد وهوعنصر مع اثنين من أكاسيد رئيسية: أكسيد الحديد (II) واكسيد الحديد (III). أكسيد الحديد (II) (Feo) تشكل فقط تحت ظروف الأكسجين منخفضة (أنوكسي) ويعطي الصخور لون رمادي أو أخضر. أما الحديد (III) أكسيد (Fe2O3) في بيئة الحديد أكثر ثراء وغالبا ما توجد في شكل الهيماتيت المعدنية ويعطي الصخور محمر اللون البني في المناطق القارية القاحلة الصخورهي على اتصال مباشر مع الغلاف الجوي، والأكسدة هي عملية هامة وإعطاء الصخور اللون الأحمر أو البرتقالي وتسمى سلاسل سميكة من الصخور الرسوبية الحمراء التي تشكلت في المناخات القاحلة سرير أحمر ومع ذلك فإن اللون الأحمرلا يعني بالضرورة الصخور التي تشكلت في بيئة قارية أو مناخ جاف.
وجود المواد العضوية تلوين الصخور بالاسود أو الرمادي وتتكون المواد العضوية من الكائنات الميتة ومعظمها من النباتات وعادة هذه المواد يتلاشى في نهاية المطاف عن طريق الأكسدة أو النشاط البكتيرية وغير أن المواد العضوية لا يمكن أن تتحلل في ظل الظروف الأوكسيكية وتترك رواسب مظلمة غنية بالمواد العضوية وهذا يمكن على سبيل المثال أن يحدث في أعماق البحار والبحيرات هناك القليل من خلط المياه في مثل هذه البيئات، ونتيجة لذلك لا يتم إسقاط الأكسجين من المياه السطحية والرواسب المودعة عادة ما يكون طين داكن غرامة. الصخور المظلمة الغنية بالمواد العضوية هي في كثير من الأحيان يكون الطفل الصفحي.

### النسيج

رسم بياني يظهر جيدا فرزها (يسار) والحبوب ضعيفة الفرز (يمين)

ويسمى حجم وشكل وتوجيه من الصخور الفتاتية (القطع الأصلية من الصخور) في الرواسب نسيجه والملمس هو خاصية صغيرة الحجم من الصخور ولكن يحدد العديد من خصائصه على نطاق واسع، مثل الكثافة، المسامية أو نفاذية.
ويسمى اتجاه 3D من الصخور الفتاتية بنسيج الصخرة ويمكن أن تتكون الصخور من مصفوفة (الاسمنت) التي تتكون من بلورات واحد أو أكثر من المعادن عجلت حجم وشكل من الصدور يمكن استخدامها لتحديد سرعة واتجاه التيار في البيئة الرسوبية التي انتقلت من الصدور من أصلها ويستقر الطين الجيرى فقط في المياه الهادئة بينما يتم نقل الحصى والكسور الكبيرة فقط عن طريق نقل الماء بسرعة. وعادة ما يتم التعبير عن حجم الحبوب من الصخور مع مقياس وينتورث على الرغم من استخدام جداول بديلة في بعض الأحيان ويمكن التعبير عن حجم الحبوب كقطر أو حجم وهو دائما قيمة متوسطة - يتكون الصخور من الصدور مع أحجام مختلفة التوزيع الإحصائي لأحجام الحبوب يختلف عن أنواع الصخور المختلفة ويوصف في خاصية تسمى الفرز من الصخور عندما تكون جميع الفصائل أكثر أو أقل من نفس الحجم، تسمى الصخرة «جيدة الفرز» وعندما يكون هناك انتشار كبير في حجم الحبوب ويسمى الصخور «ضعيفة الفرز».

رسم بياني يوضح الاستدارة وكروية الحبوب

شكل من الصخور الفتاتية يمكن أن تعكس أصل الصخرة.
كوكينا وهي صخرة تتكون من الصدوع من قذائف مكسورة ويمكن أن تشكل فقط في الماء النشط ويمكن وصف شكل الصخور الفتاتية باستخدام أربعة معلومات 
- يصف نسيج السطح الحدود على نطاق صغير من سطح الحبوب التي هي صغيرة جدا للتأثير على الشكل العام.
- التدور يصف نعومة العامة من شكل الحبوب.
- «الكروية» يصف الدرجة التي تقترب الحبوب المجال.
- «شكل الحبوب» يصف شكل ثلاثي الأبعاد من الحبوب.

تحتوي الصخور الرسوبية الكيميائية على نسيج غير رقيق يتكون بالكامل من بلورات لوصف النسيج، فقط متوسط حجم البلورات والنسيج ضرورية.

### علم المعادن
وتحتوي معظم الصخور الرسوبية إما على الكوارتز (خاصة الصخور السيليسية) أو الكالسيت (وخاصة صخور الكربونات) وعلى النقيض من الصخور النارية والمتحولة عادة ما تحتوي الصخور الرسوبية على عدد قليل جدا من المعادن الرئيسية المختلفة ومع ذلك فإن أصل المعادن في الصخور الرسوبية هو في كثير من الأحيان أكثر تعقيدا مما كانت عليه في الصخور النارية ويمكن أن تكون المعادن في الصخور الرسوبية التي شكلتها هطول الأمطار أثناء الترسيب أو عن طريق التصلد. في الحالة الثانية يمكن أن ينمو راسب المعادن على جيل أقدم من الاسمنت  ويمكن دراسة التاريخ الديجيني المعقدة من خلال علم بصريات المعادن وذلك باستخدام مجهر البتروجرافي.
وتتكون صخور الكربونات في الغالب من معادن كربونية مثل الكالسيت والأراغونيت والدولوميت ويمكن أن يتكون كل من الأسمنت والصدور (بما في ذلك الأحافير والعوامات) من الصخور الرسوبية الكربونية من معادن الكربونات. يتم تحديد المعادن من الصخور المتداخلة من قبل المواد التي توفرها منطقة المصدر وطريقة نقلها إلى مكان ترسب واستقرار هذا المعدن معين ويعبر عن مقاومة الصخور تشكيل المعادن إلى التجوية من قبل سلسلة رد الفعل بوين في هذه السلسلة الكوارتز هو الأكثر استقرارا تليها الفلسبار ميكاس وأخيرا المعادن الأخرى أقل استقرارا التي تكون موجودة فقط عندما حدث التجوية قليلا. ويعتمد مقدار التجوية أساسا على المسافة إلى منطقة المصدر والمناخ المحلي والوقت الذي يستغرقه نقل الرواسب إلى النقطة التي تودع فيها. في معظم الصخور الرسوبية تم تخفيض الميكا، الفلسبار والمعادن الأقل استقرارا إلى المعادن الطينية مثل الكاولينيت، إيليت أو سمكتايت.[بحاجة لتوضيح]

### الحفريات

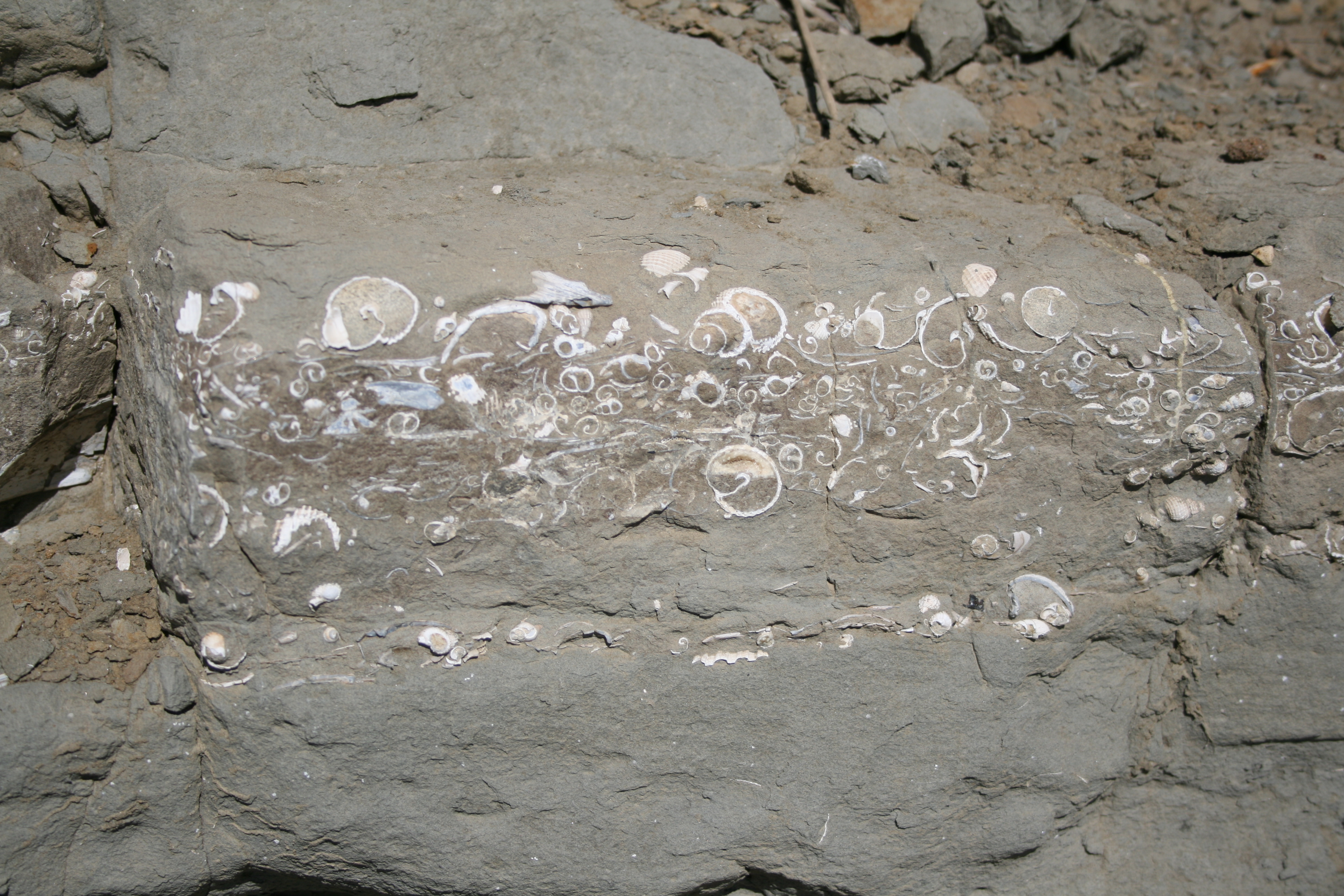
الطبقات الأحفورية الغنية في الصخور الرسوبية، أنيو نويفو ولاية الاحتياطي، كاليفورنيا

ومن بين الأنواع الرئيسية الثلاثة من الصخور توجد الأحافير الأكثر شيوعا في الصخور الرسوبية وخلافا لمعظم الصخور المتحولة والمتحولة تشكل الصخور الرسوبية درجات حرارة وضغوط لا تدمر بقايا الأحفوري في كثير من الأحيان هذه الحفريات قد تكون مرئية فقط تحت التكبير.
وعادة ما تتم إزالة الكائنات الميتة في الطبيعة بسرعة من قبل آكل الجيف والبكتيريا والتعفن والتعرية ولكن الترسيب يمكن أن يساهم في ظروف استثنائية حيث تكون هذه العمليات الطبيعية غير قادرة على العمل مما تسبب في التحجر وإن فرصة التحجر أعلى عندما يكون معدل الترسيب مرتفعا (بحيث يتم دفن الذبيحة بسرعة) في بيئات أنوكسيية (حيث يحدث نشاط بكتيري قليل) أو عندما يكون الكائن الحي له هيكل عظمي صلب بشكل خاص، أكبر الحفريات المحفوظة جيدا نادرة نسبيا.

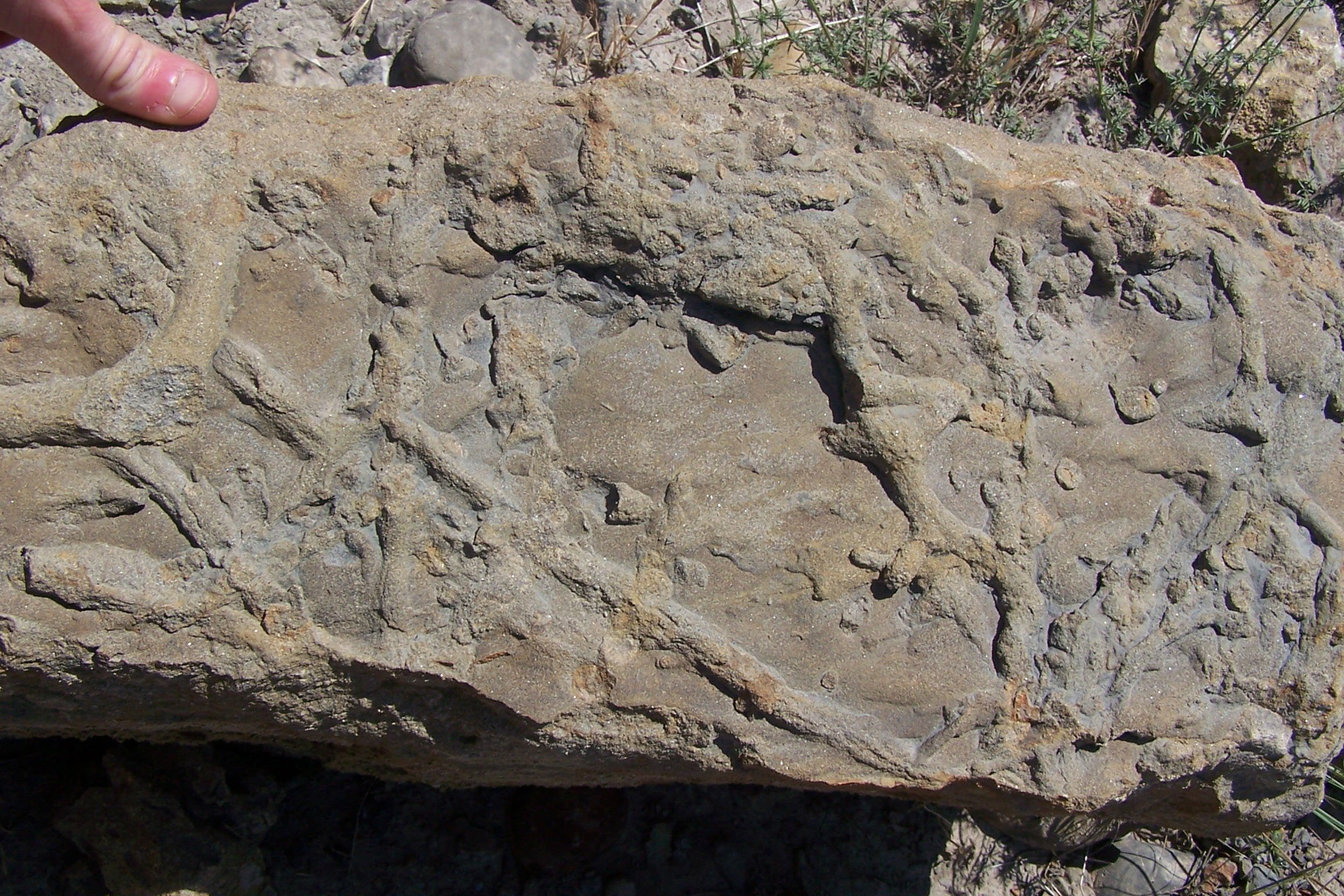
التيارات التي أدلى بها القشريات في تشكيل سان فيسنتي (الأوشين المبكر) من حوض إينسا، جنوب البرلاند من جبال البرانس

الحفريات يمكن أن تكون على حد سواء البقايا المباشرة أو بصمات الكائنات الحية وهياكلها العظمية الأكثر شيوعا الحفاظ على أجزاء أصعب من الكائنات الحية مثل العظام، والقذائف، والأنسجة الخشبية للنباتات والأنسجة الناعمة لديها فرصة أقل بكثير من أن تكون متحجرة والحفاظ على الأنسجة الرخوة من الحيوانات الأكبر سنا من 40 مليون سنة نادرة جدا. وتسمى بصمات الكائنات الحية التي كانت لا تزال حية على قيد الحياة الأحافير أثر، وأمثلة منها الجحور، آثار أقدام وما إلى ذلك.
وكجزء من الصخور الرسوبية أو المتحولة تخضع الحفريات لنفس عمليات التصلد مثل الصخور المحتوية على سبيل المثال من الكالسيت يمكن تذوب في حين أن اسمنت السيليكا ثم يملأ تجويف وبنفس الطريقة يمكن للمعادن المتعجلة ملء التجاويف التي كانت تشغلها الأوعية الدموية سابقا والأنسجة الوعائية أو الأنسجة الرخوة الأخرى. هذا يحافظ على شكل الكائن الحي ولكنه يغير التركيب الكيميائي وهي عملية تسمى تعدين المعادن. المعادن الأكثر شيوعا التي تشارك في تعدين هي الأسمنت من الكربونات (وخاصة الكالسيت) وأشكال من السيليكا غير متبلور (العقيق، الصوان، تشيرت) والبيريت. في حالة الأسمنت السيليكا، وتسمى عملية تبييض.
في ارتفاع الضغط ودرجة الحرارة والمواد العضوية من الكائنات الحية الميتة يخضع للتفاعلات الكيميائية التي يتم طرد المواد المتطايرة مثل الماء وثاني أكسيد الكربون الأحفوري في النهاية يتكون من طبقة رقيقة من الكربون النقي أو شكله المعدنية الجرافيت ويسمى هذا الشكل من التحجر الكربنة ومن المهم بشكل خاص بالنسبة للحفريات النباتية. نفس العملية هي المسؤولة عن تشكيل الوقود الأحفوري مثل الليجنيت أو الفحم.

### التركيب الرسوبية الأولية

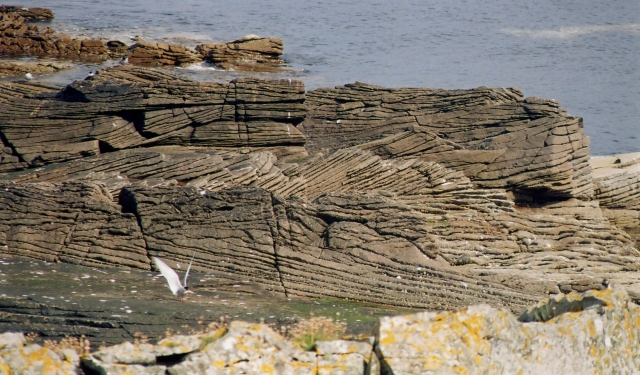
الكروس بدنج في فلوفياتيل حجر الرملى, الحجر الرملى الاحمر (ديفونيان)فى بريساي جزيرة شتلاند

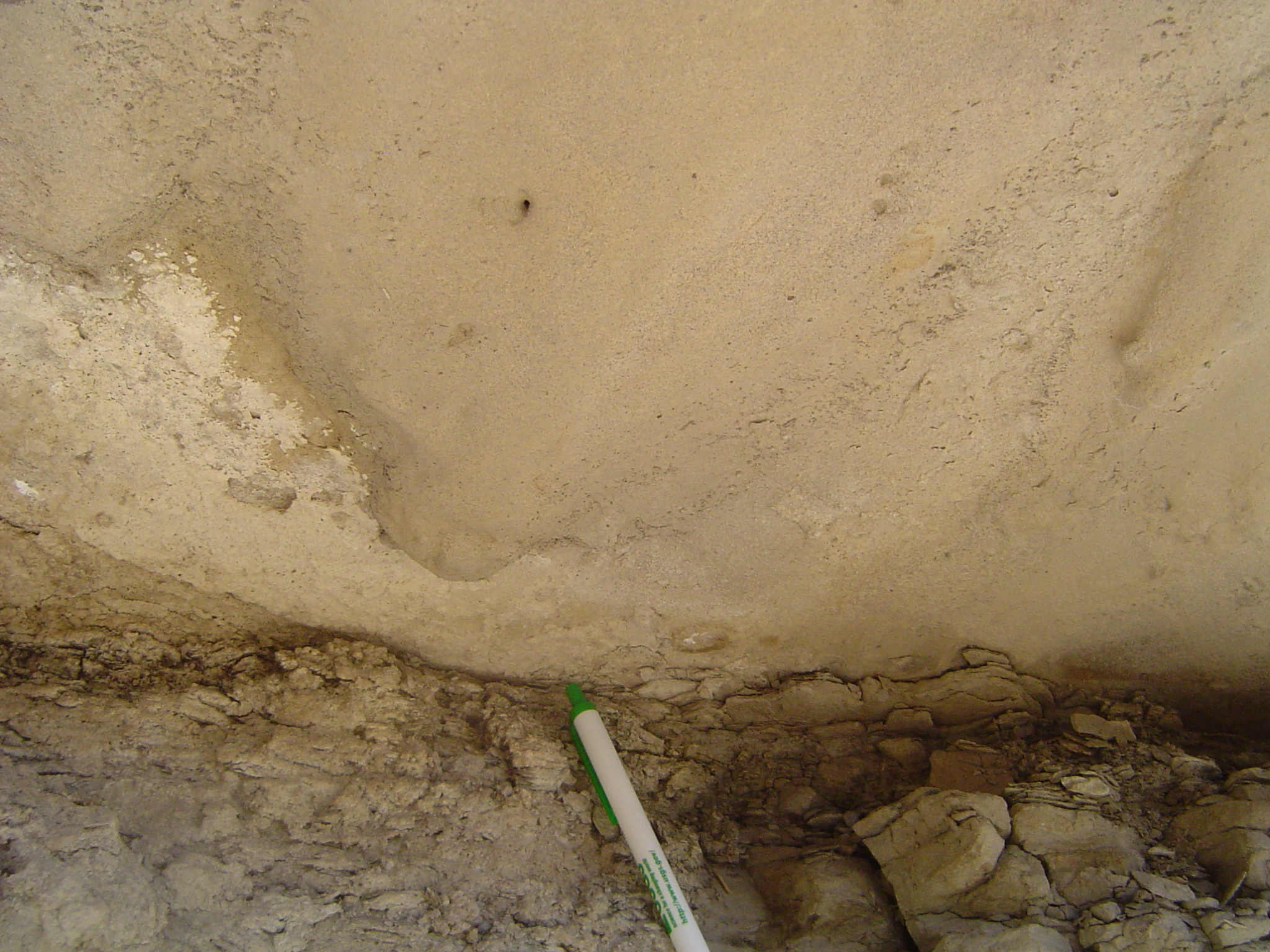
الفلوت كاست وهو نوع من الوسم الوحيد من كتاب منحدرات يوتا

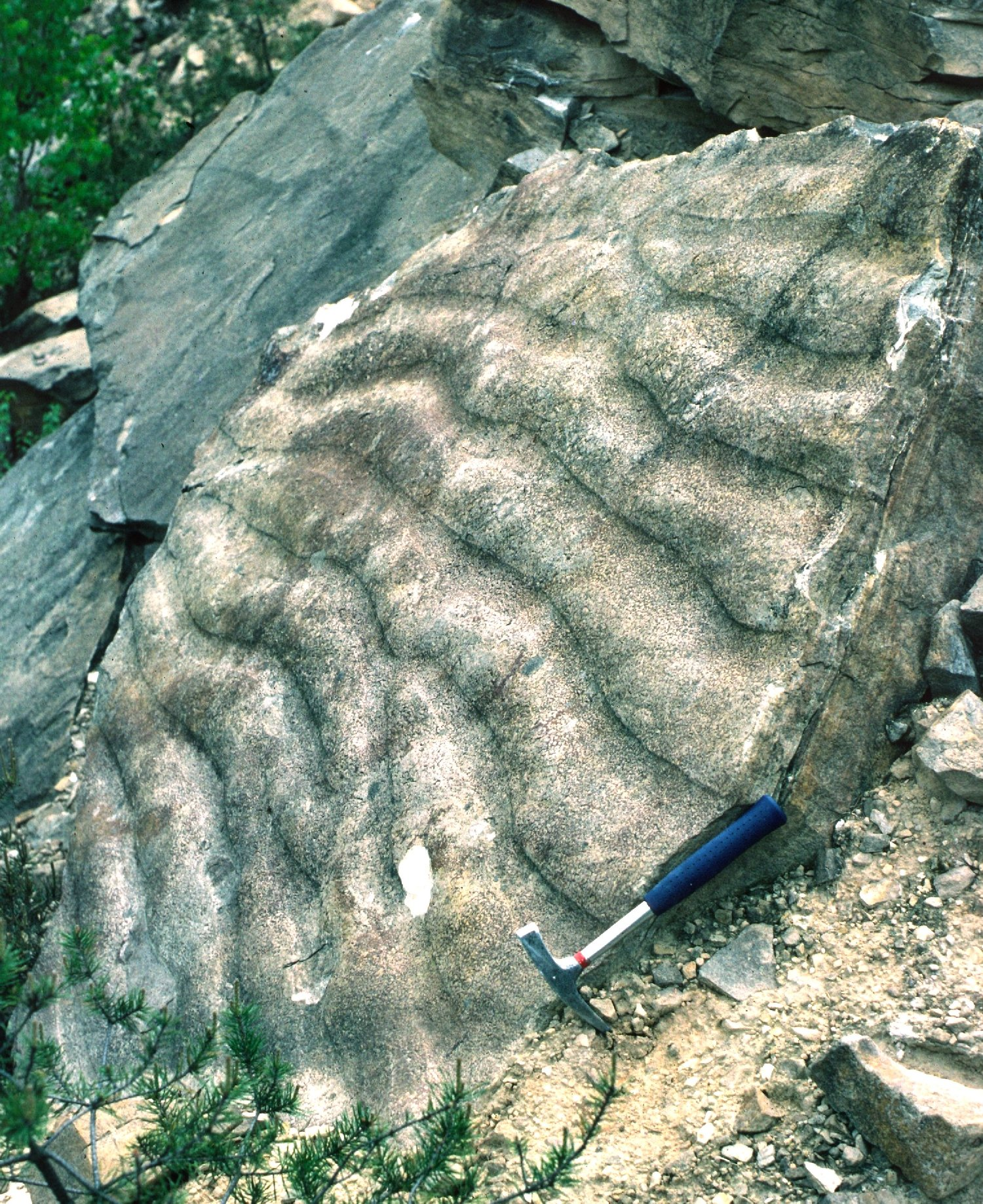
تموج علامات تشكلت من تيار في الحجر الرملي الذي تم إمالة في وقت لاحق (هابيرج، بافاريا)

ويمكن تقسيم الهياكل في الصخور الرسوبية إلى هياكل «أولية» (تشكلت أثناء الترسب) وهياكل «ثانوية» (تشكلت بعد الترسيب) على عكس القوام والهياكل هي دائما على نطاق واسع الميزات التي يمكن دراستها بسهولة في هذا المجال يمكن للهياكل الرسوبية أن تشير إلى شيء عن البيئة الرسوبية أو يمكن أن تفيد في معرفة الجانب الذي واجه أصلا حيث يميل التكتونيات أو ينقلب الطبقات الرسوبية.
يتم وضع الصخور الرسوبية في طبقات تسمى الأسرة أو الطبقات ويتم تعريف الطبقة على أنه طبقة من الصخور التي لديها ليثولوجي موحدة والملمس شكل الأسرة عن طريق ترسب طبقات من الرواسب على رأس كل منهما الآخر ويسمى تسلسل الأسرة التي تميز الصخور الرسوبية الفراش. يمكن أن يكون سرير واحد من بضعة سنتيمترات إلى عدة أمتار سميكة. وتسمى الطبقات الدقيقة الأقل وضوحا الصفيحة والهيكل الذي يشكله في صخرة يسمى التصفيح لاميناي عادة ما تكون أقل من بضعة سنتيمترات سميكة على الرغم من الفراش والتصفيح غالبا ما تكون أفقية في الأصل في الطبيعة، وهذا ليس هو الحال دائما في بعض البيئات، توضع الأسرة في زاوية (عادة صغيرة). في بعض الأحيان توجد مجموعات متعددة من الطبقات ذات توجهات مختلفة في نفس الصخرة، وهي بنية تسمى الفراش المتقاطع أشكال الفراش المتقاطعة عندما يحدث تآكل صغير النطاق أثناء الترسيب، مما يؤدي إلى قطع جزء من الأسرة ثم تشكل الأسرة الأحدث زاوية إلى كبار السن.
و العكس من الفراش المتقاطع هو التصفيح المتوازي حيث كل الطبقات الرسوبية موازية. وتعود الاختلافات في التصفيحات عموما إلى التغيرات الدورية في إمدادات الرواسب التي تتسببعلى سبيل المثال في التغيرات الموسمية في هطول الأمطار أو درجة الحرارة أو النشاط الكيميائي الحيوي. لاميناي التي تمثل التغيرات الموسمية (على غرار حلقات شجرة) تسمى فارفيس. ويمكن تسمية أي صخرة رسوبية تتكون من ملليمتر أو طبقات أدق مقياس مع مصطلح لامينيت العام عندما الصخور الرسوبية ليس لها التصفيح على الإطلاق ويسمى طابعها الهيكلي فراش ضخمة.
الفراش المتدرج هو هيكل حيث الأسرة مع حجم الحبوب أصغر تحدث على رأس الأسرة مع الحبوب الكبيرة وهذا الهيكل يشكل عندما يتدفق الماء المتدفق السريع يتدفق. أكبر والثقوب أثقل في تعليق يستقر أولا ثم أصغر الصخورالفتاتية على الرغم من أن الفراش متدرج يمكن أن تشكل في العديد من البيئات المختلفة بل هو سمة من تيارات العكارة.
يمكن أن يكون سطح سرير معين يسمى بيدفورم مؤشرا على بيئة رسوبية معينة أيضا وتشمل أمثلة أشكال الفراش الكثبان الرملية وعلامات التموج العلامات الوحيدة مثل علامات الأدوات والفلوت يلقي هي بساتين حفرت في طبقة الرسوبية التي يتم الاحتفاظ بها هذه هي في كثير من الأحيان هياكل ممدوده ويمكن استخدامها لتحديد اتجاه تدفق أثناء ترسب.
علامات التموج تشكل أيضا في المياه المتدفقة وهناك نوعان من التموجات: متماثل وغير المتماثلة من البيئات حيث التيار في اتجاه واحد مثل الأنهار تنتج التموجات غير المتماثلة. الجناح الأطول لهذه التموجات هو على الجانب العلوي من التيار. تحدث تموجات موجة متماثلة في البيئات التي تيارات عكس الاتجاهات مثل الشقق المد والجزر.
الشقوق الطينية هي شكل السرير الناجم عن جفاف الرواسب التي تأتي أحيانا فوق سطح الماء وتتواجد هذه الهياكل عادة في شقق المد والجزر أو حانات نقطة على طول الأنهار.

### التركيب الرسوبية الثانوية

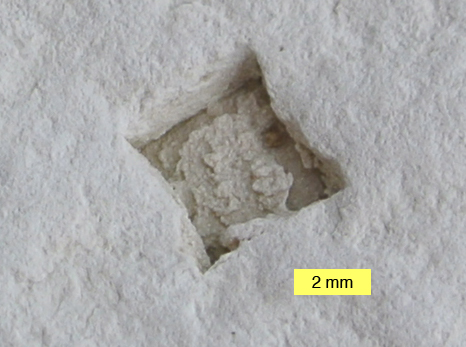
بلورات الهاليت في دولوميت تركيب بداال (سيلوريان) ساريما في إستونيا

الهياكل اوالتركيب الرسوبية الثانوية هي تلك التي تشكلت بعد الترسيب وتشكل هذه الهياكل عمليات كيميائية ومادية وبيولوجية داخل الرواسب ويمكن أن تكون مؤشرات للظروف بعد ترسبها. ويمكن استخدام بعضها كمعايير صعودا.
المواد العضوية في الرواسب يمكن أن تترك آثارا أكثر من مجرد حفريات والمسارات المحفوظة والجحور هي أمثلة على أثر الحفريات (وتسمى أيضا إيشنوفوسيلز). هذه الآثار نادرة نسبيا معظم الحفريات الأثرية هي جحور من الرخويات أو المفصليات ويسمى بيوتوربيشن من قبل علماء الرسوبيات ويمكن أن يكون مؤشرا قيما للبيئة البيولوجية والإيكولوجية التي كانت موجودة بعد إيداع الرواسب ومن ناحية أخرى فإن نشاط تخريب الكائنات الحية يمكن أن يدمر هياكل أخرى (أولية) في الرواسب، مما يجعل إعادة البناء أكثر صعوبة.

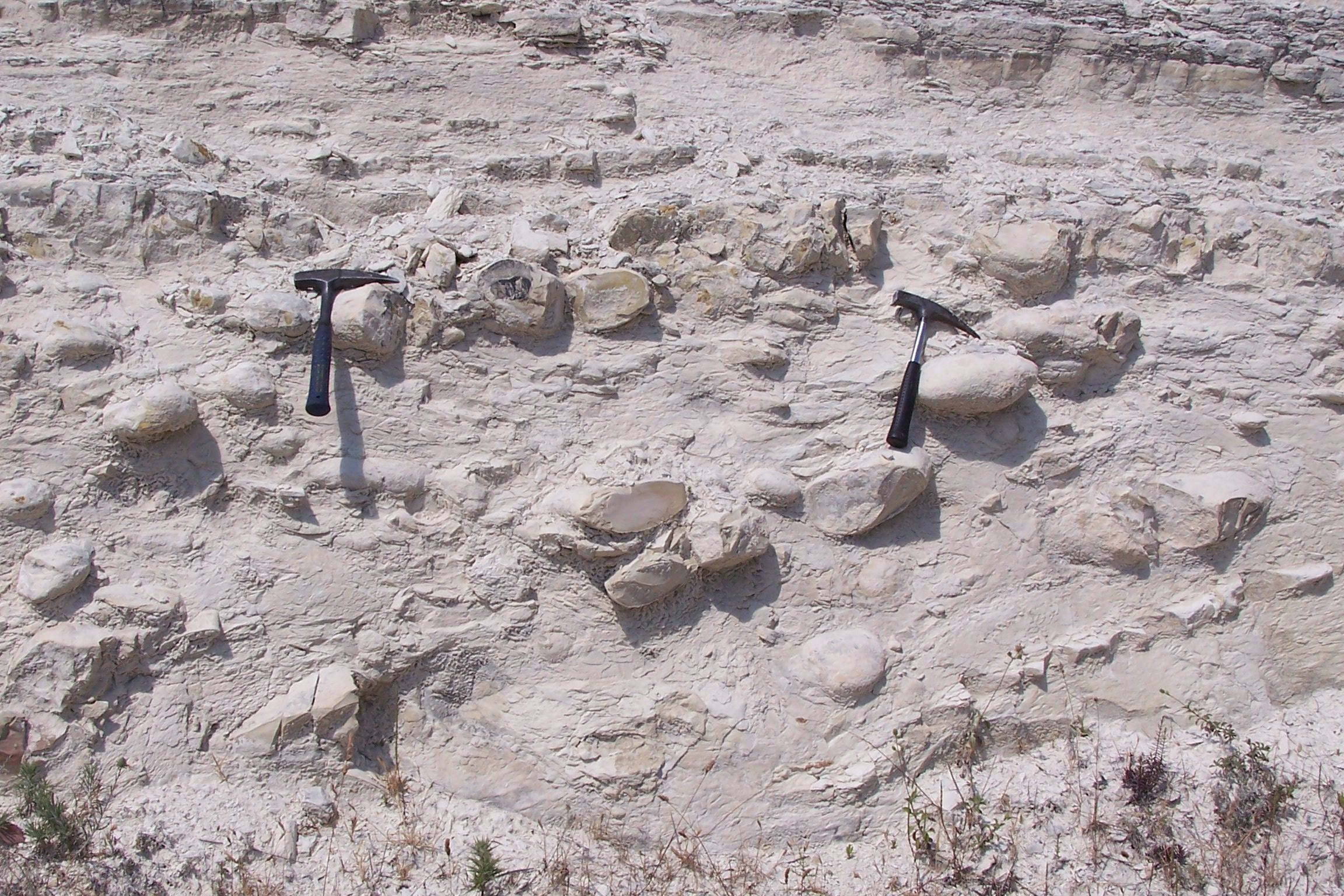
الشيرت يتركز في الطباشير وسط تركيب ليفكارا (العلوي باليوسين إلى الأوسين الأوسط) في قبرص

يمكن أن تشكل الهياكل الثانوية أيضا عن طريق التصلد أو تشكيل التربة (توليد) عندما تتعرض الرواسب فوق مستوى المياه ومن الأمثلة على بنية ديجينية مشتركة في صخور الكربونات هي ستايليت. ستيلوليتس هي الطائرات غير النظامية حيث تم حل المواد في سوائل المسام في الصخور. وهذا يمكن أن يؤدي إلى هطول الأمطار من الأنواع الكيميائية معينة إنتاج تلوين وتلطيخ الصخور أو تشكيل كونكريتيونس وهي هيئات متحدة المركز تقريبا مع تكوين مختلف من الصخور المضيف. يمكن أن يكون تكوينها نتيجة لهطول الأمطار الموضعي بسبب الاختلافات الصغيرة في تكوين أو مسامية الصخرة المضيفة، مثل حول الحفريات، داخل الجحور أو حول جذور النباتات. في الصخور الكربونية على أساس مثل الحجر الجيري أو الطباشير تشيرت أو الصوانيات حيث ان الصوانيات شائعة في حين أن الرملية الأرضية يمكن أن يكون الحديد كونكريتيونس وتسمى خرسانة الكالسيت في الطين سيبتاريان كونكريتيونس .
بعد الترسيب يمكن للعمليات الفيزيائية تشويه الرواسب وإنتاج فئة ثالثة من الهياكل الثانوية ويمكن أن تؤدي تناقضات الكثافة بين الطبقات الرسوبية المختلفة، مثل الرمال والطين إلى ظهور هياكل لهب أو طرود حمولة تشكلها ديابيريسم مقلوب. في حين أن السرير المتشابك لا يزال سائلا، ديابيريسم يمكن أن يسبب طبقة أعلى كثافة لتغرق في طبقة أقل. في بعض الأحيان، تناقضات الكثافة يمكن أن تنتج أو تنمو عندما واحدة من الصخور الحجرية يذوى والطين يمكن ضغطها بسهولة نتيجة للجفاف، في حين يحتفظ الرمال بنفس الحجم ويصبح أقل كثافة نسبيا. ومن ناحية أخرى عندما يتجاوز ضغط السوائل المسامية في طبقة رملية نقطة حرجة، يمكن للرمال أن تكسر طبقات الطين المغلي وتتدفق من خلال تشكيل جثث متشابكة من الصخور الرسوبية تسمى السدود الرسوبية. نفس العملية يمكن أن تشكل البراكين الطينية على السطح حيث كسر من خلال الطبقات العليا.
ويمكن أيضا تشكيل السدود الرسوبية في مناخ بارد حيث يتم تجميد التربة بشكل دائم خلال جزء كبير من السنة ويمكن للتجمد الصقيع تشكيل الشقوق في التربة التي تملأ بالأنقاض من فوق. ويمكن استخدام مثل هذه الهياكل كمؤشرات مناخية وكذلك هياكل تصل الطريق.

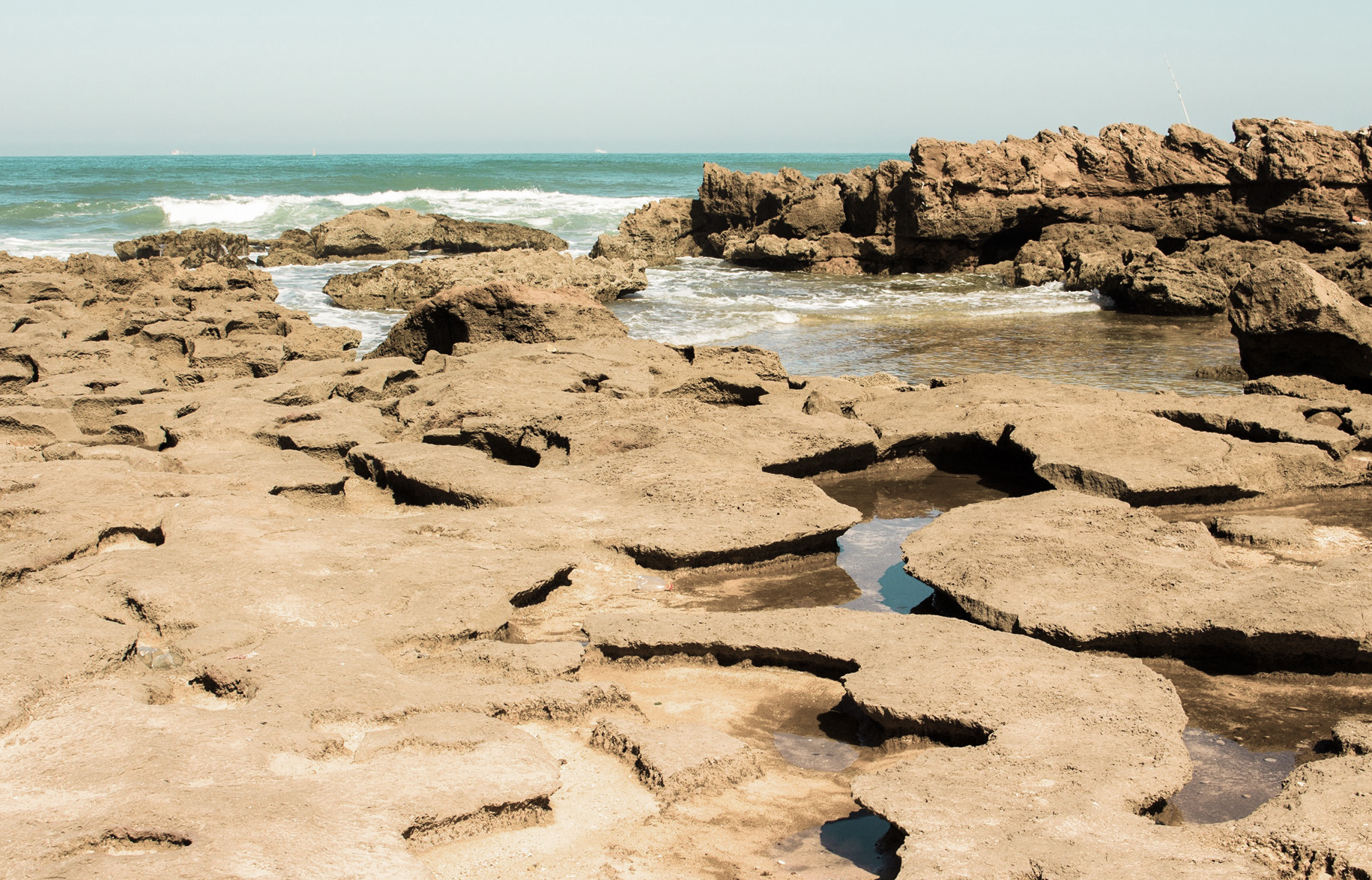
صخور رسوبية من شاطئ مانسمان بالمغرب

ويمكن أن تتسبب تناقضات الكثافة أيضا في حدوث خلل على نطاق صغير حتى في الوقت الذي يتقدم فيه الترسيب (خطأ متزامن - رسوبي). ويمكن أن يحدث هذا الخلل أيضا عندما تودع كتل كبيرة من الرواسب غير المصبوغة على منحدر كما هو الحال في الجانب الأمامي من الدلتا أو المنحدر القاري ويمكن أن تؤدي عدم الاستقرار في هذه الرواسب إلى تدهور المواد المودعة وإنتاج الشقوق والطي. أما الهياكل الناتجة في الصخر فهي طيات وأخطاء متزامنة ويمكن أن يكون من الصعب التمييز بين الطيات والأعطال التي تشكلها القوى التكتونية التي تعمل على الصخور المخففة.

## ـالبيئات الرسوبية:
الإعداد الذي يسمى الصخور الرسوبية أشكال البيئة الرسوبية وكل بيئة لديها مزيج مميز من العمليات والظروف الجيولوجية ولا يعتمد نوع الرواسب المودعة فقط على الرواسب التي تنقل إلى مكان ما بل أيضا على البيئة نفسها .
البيئة البحرية تعني أن الصخور تشكلت في البحر أو المحيط وكثيرا ما يميز بين البيئات البحرية العميقة والسطحية وعادة ما يشير البحر العميق إلى بيئات أكثر من 200 متر تحت سطح الماء وتوجد بيئات بحرية ضحلة متاخمة للسواحل ويمكن أن تمتد إلى حدود الجرف القاري. تحركات المياه في هذه البيئات لديها طاقة أعلى عموما من تلك الموجودة في البيئات العميقة لأن نشاط الموجة يتناقص مع العمق. وهذا يعني أن جسيمات الرواسب الخشنة يمكن نقلها ويمكن أن تكون الرواسب المرسلة أكثر خشونة من البيئات العميقة. عندما يتم نقل الرواسب من القارة، يتم ترسب تناوب الرمل والطين والطمي. وعندما تكون القارة بعيدة وقد تكون كمية الرواسب المودعة صغيرة والعمليات الكيميائية الحيوية تهيمن على نوع الصخور التي تشكل خصوصا في المناخات الدافئة، البيئات البحرية الضحلة بعيدا في الخارج نرى أساسا ترسب الصخور الكربونية والمياه الضحلة الدافئة هي موطن مثالي لكثير من الكائنات الصغيرة التي تقوم ببناء هياكل عظمية كربونية. عندما تموت هذه الكائنات، هياكلها العظمية تغرق إلى القاع وتشكيل طبقة سميكة من الطين الجيرية التي قد تهدأ إلى الحجر الجيري. البيئات البحرية الضحلة الدافئة هي أيضا بيئات مثالية للشعاب المرجانية، حيث تتكون الرواسب أساسا من الهياكل العظمية الجيرية للكائنات الكبيرة.
في البيئات البحرية العميقة تيار المياه العاملة في قاع البحر صغير ويمكن نقل الجسيمات الدقيقة فقط إلى هذه الأماكن وعادة ما تكون الرواسب المودعة في قاع المحيط طينيا جيدا أو هياكل عظمية صغيرة للكائنات الدقيقة على عمق 4 كم، ذوبان الكربونات يزيد بشكل كبير (منطقة العمق حيث يحدث هذا يسمى ليسوكلين). الرواسب الكلسية التي تغرق تحت ليسوكلين يذوب، ونتيجة لذلك لا يمكن تشكيل الحجر الجيري تحت هذا العمق. هياكل عظمية من الكائنات الدقيقة التي تتكون من السيليكا (مثل راديولاريانز) ليست قابلة للذوبان ولا يزال الودائع. مثال على صخرة شكلت من الهياكل العظمية السيليكا هو راديولاريت وعندما يكون للجزء السفلي من البحر ميل صغير، على سبيل المثال عند المنحدرات القارية، يمكن أن يصبح الغطاء الرسوبي غير مستقر، مما يسبب تيارات عكارة. تيارات العكارة هي اضطرابات مفاجئة في البيئة البحرية العميقة جدا، ويمكن أن تسبب ترسب فوري من الناحية الجيولوجية لكميات كبيرة من الرواسب مثل الرمال والطمي. تسلسل الصخور التي شكلتها تيار التعكر يسمى العكر.
الساحل هو بيئة تهيمن عليها موجة العمل على الشاطئ ويتم ترسب الرواسب الأكثر كثافة في الغالب مثل الرمل أو الحصى التي غالبا ما تكون مختلطة مع شظايا قذيفة في حين يتم الاحتفاظ المواد الطمي والطين الحجم في تعليق الميكانيكية وشقق المد والجزر ومياه الضحلة هي الأماكن التي تجف أحيانا بسبب المد وغالبا ما يتم قطعها بواسطة النوارس حيث يكون التيار قويا وحجم حبيبات الرواسب المرسلة أكبر وحيثما تدخل الأنهار جسد المياه إما على ساحل البحر أو البحيرة يمكن أن تشكل دلتا وهذه تراكمات كبيرة من الرواسب المنقولة من القارة إلى الأماكن أمام مصب النهر وتتكون الدلتا من رواسب عابرة (على النقيض من المادة الكيميائية).
الصخور الرسوبية المشكلة على الأرض لها بيئة رسوبية قارية ومن الأمثلة على البيئات القارية البحيرات والبحيرات والمستنقعات والسهول الفيضية والمراوح الغرينية في المياه الهادئة من المستنقعات والبحيرات والبحيرات وترسب الرواسب الجميلة اختلط مع المواد العضوية من النباتات الميتة والحيوانات في الأنهار فإن طاقة المياه أكبر بكثير ويمكن أن تنقل المواد الثقيلة وإلى جانب النقل بالماء، يمكن أيضا نقل الرواسب في البيئات القارية بواسطة الرياح أو الأنهار الجليدية. الرواسب التي تنقلها الرياح تسمى أيوليان ودائما يتم فرزها بشكل جيد جدا في حين أن الرواسب التي تنقلها الجليدية تسمى الجليدية حتى وتتميز بفرز ضعيف جدا.
الرواسب الريحية يمكن أن تكون مذهلة جدا للبيئة الترسبية لتشكيل السطح وتقع في شمال غرب الولايات المتحدة كان فترات التدخل من الجفاف الذي أدى إلى سلسلة من طبقات الإيقاع تم في وقت لاحق إنكسد الشقوق المتعرية مع طبقات من مواد التربة، وخاصة من العوامل الريحية شكلت أقسام إنفيلد الإدخالات العمودية في الطبقات المودعة أفقيا من تكوين توشيت وبالتالي قدمت أدلة على الأحداث التي تدخلت على مر الزمن بين الطبقات واحد وأربعين التي تم إيداعها.

### الأوجه الرسوبية
عادة ما توجد البيئات الرسوبية إلى جانب بعضها البعض في بعض الخلافات الطبيعية وعادة ما يكون الشاطئ الذي يتم فيه ترسب الرمل والحصى محاطا ببيئة بحرية أعمق قليلا في الخارج حيث تودع الرواسب الدقيقة في نفس الوقت. خلف الشاطئ يمكن أن يكون هناك الكثبان الرملية (حيث يكون الترسب المهيمن رملا جيدا) أو بحيرة (حيث يتم ترسب الطين الرقيق والمواد العضوية). كل بيئة رسوبية لها رواسب مميزة خاصة بها. الصخور النموذجية التي تشكلت في بيئة معينة تسمى سماتها الرسوبية وعندما تتراكم الطبقات الرسوبية عبر الزمن، يمكن للبيئة أن تتحول وتشكيل تغيير في الوجوه في تحت سطح الأرض في مكان واحد من ناحية أخرى عندما يتم اتباع طبقة الصخور مع سن معينة أفقيا، وعلم الصخور (نوع من الصخور) والوجوه تتغير في نهاية المطاف.

تحول الرواسب الرسوبية في حالة تقدم البحر (أعلاه) وتراجع البحر (أدناه)

يمكن تمييز الوجوه بعدة طرق: أكثرها شيوعا هي الصخور (على سبيل المثال: الحجر الجيري، الحجر الرملي أو الحجر الرملي) أو المحتوى الأحفوري والمرجان على سبيل المثال يعيش فقط في البيئات البحرية الحارة والضحلة وحفريات المرجان هي بالتالي نموذجية للواجهة البحرية الضحلة وتسمى الوجوه التي يحددها علم السحنات والوجوه التي تحددها الحفريات هي بيوفاسيز.
ويمكن للبيئات الرسوبية أن تحول مواقعها الجغرافية عبر الزمن ويمكن أن تتحول الخطوط الساحلية في اتجاه البحر عندما ينخفض مستوى سطح البحر عندما يرتفع السطح بسبب القوى التكتونية في قشرة الأرض أو عندما يشكل النهر دلتا كبيرة وفي المناطق تحت السطحية تسجل هذه التحولات الجغرافية للبيئات الرسوبية للماضي في تحولات في الرواسب الرسوبية وهذا يعني أن الوجوه الرسوبية يمكن أن تتغير إما موازية أو عمودي على طبقة وهمية من الصخور مع عصر ثابت وهي ظاهرة وصفها قانون والثر.
إن الحالة التي تتحرك فيها السواحل في اتجاه القارة تسمى تقدم البحر وفي تلك الحالة توضع أعماق البحار البحرية على واجهات ضحلة وهي سلسلة تسمى أونلاب. التراجع هو الوضع الذي يتحرك فيه خط ساحلي في اتجاه البحر مع التراجع تظهر الوجوه الضحلة على أعلى من الوجوه العميقة وهو وضع يسمى أوفلاب.
يمكن رسم سمات جميع الصخور في سن معينة على الخريطة لإعطاء لمحة عامة عن التصوير بالجغرافيا القديمة و سلسلة من الخرائط لمختلف الأعمار يمكن أن تعطي نظرة ثاقبة في تطوير الجغرافيا الإقليمية.

## الأحواض الرسوبية
وتسمى الأماكن التي تجري فيها عمليات الترسيب على نطاق واسع الأحواض الرسوبية وكمية الرواسب التي يمكن أن تودع في حوض يعتمد على عمق الحوض ما يسمى مساحة السكن وعمق وشكل وحجم حوض يعتمد على التكتونيات، والحركات داخل الغلاف الصخري للأرض وعندما تتحرك الطبقة الصخرية صعودا (الارتفاع التكتوني) ترتفع الأرض في نهاية المطاف فوق مستوى سطح البحر بحيث يزيل التعرية المواد وتصبح المنطقة مصدرا للرواسب الجديدة حيث يتحرك الغلاف الصخري إلى أسفل (الهبوط التكتوني) ويمكن أن تحدث أشكال الحوض والترسب عندما يبقي الغلاف الصخري يتأرجح ويتم إنشاء مساحة جديدة للإقامة.
ويسمى نوع من الحوض الذي شكله التحرك بعيدا عن قطعتين من القارة حوض الصدع والأحواض المتصدعة ممدودة، وأحواض ضيقة وعميقة ونظرا للحركة المتباينة، فإن الغلاف الصخري يمتد وينخفض بحيث يرتفع الوهن الساخن ويسخن حوض الصدع المغطي وبصرف النظر عن الرواسب القارية وعادة ما يكون أيضا أحواض الصدع جزء من إنفيل تتكون من الرواسب البركانية عندما ينمو الحوض بسبب استمرار تمتد من الغلاف الصخري وينمو الصدع والبحر يمكن أن تدخل وتشكيل الرواسب البحرية.
عندما تكون قطعة من الغلاف الصخري التي كانت ساخنة وتمتد يبرد مرة أخرى ترتفع كثافتها مما تسبب في هبوط التماثل. إذا استمر هذا الهبوط طويلا بما فيه الكفاية، ويسمى حوض حوض ساج ومن الأمثلة على أحواض الترهل هي المناطق على طول الهوامش القارية السلبية ولكن يمكن أيضا العثور على أحواض الترهل في المناطق الداخلية للقارات في أحواض التبلد يكون الوزن الزائد للرواسب المودعة حديثا كافيا للحفاظ على الهبوط في حلقة مفرغة ويمكن بالتالي أن يتجاوز سمك السماكة الإجمالية في أحواض الترهل 10 كم.
وهناك نوع ثالث من الحوض موجود على طول حدود الصفائح المتقاربة - الأماكن التي تتحرك فيها لوحة تكتونية تحت آخر في طبقة الوهن ولوحة المنحنيات وتشكل حوض الصدارة قوس أمام لوحة اساسية وتملأ الأحواض الأمامية القوس مع الرواسب البحرية العميقة وتسلسلات سميكة من العكر. ويسمى هذا إنفيل يطير. وعندما تؤدي الحركة المتقاربة للصفائح إلى تصادم قاري ويصبح الحوض ضحلا ويتحول إلى حوض أرضي وفي الوقت نفسه، يشكل الرفع التكتوني حزاما جبليا في الصفيحة المهيمنة تتآكل منه كميات كبيرة من المواد ونقلها إلى الحوض وتسمى هذه المواد التآكل من سلسلة جبلية متزايدة مولاس ولها إما البحرية الضحلة أو الوجوه القارية.
وفي الوقت نفسه فإن الوزن المتنامي للحزام الجبلي يمكن أن يسبب هبوط التضاؤل في منطقة لوحة أساسى على الجانب الآخر إلى حزام الجبال ويسمى نوع الحوض الناتج عن هذا الهبوط حوض الظهر القوس وعادة ما يتم ملؤه بالرواسب البحرية الضحلة والمولاص.

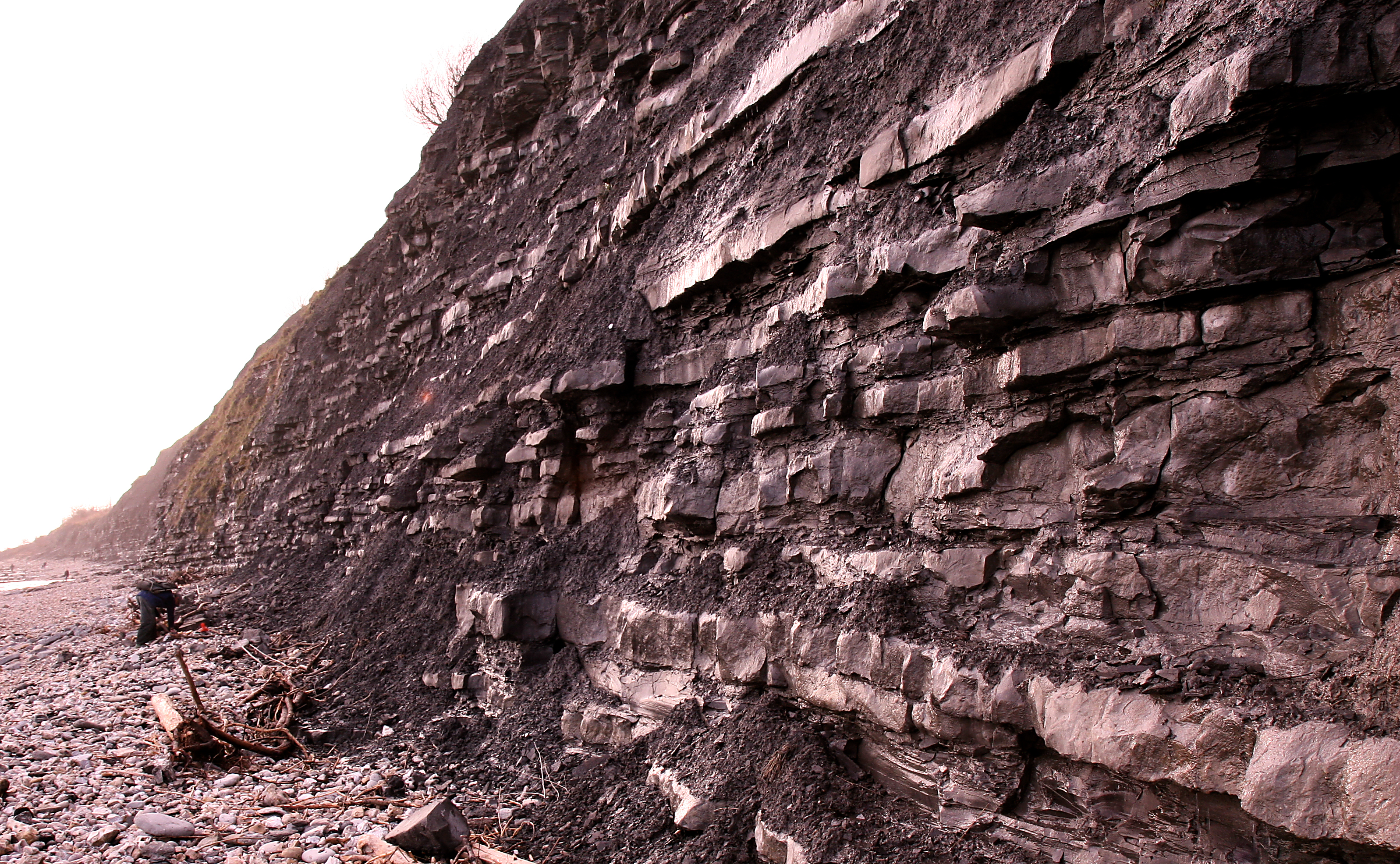
تناوب دوري من أسرة (الكروس بدنج) وأقل كفاءة في الأزرق لياس في لايم ريجيس، جنوب انجلترا

### تأثير الدورات الفلكية
في كثير من الحالات تغيرات الوجه وغيرها من الميزات الليثولوجية في تسلسل الصخور الرسوبية لها طبيعة دورية وقد نجمت هذه الطبيعة الدورية عن التغيرات الدورية في إمدادات الرواسب والبيئة الرسوبية. وتحدث معظم هذه التغيرات الدورية عن الدورات الفلكية والدورات الفلكية قصيرة يمكن أن يكون الفرق بين المد والجزر أو المد الربيع كل أسبوعين وعلى نطاق زمني أكبر تتسبب دورات ميلانكوفيتش في التغيرات الدورية في مستوى المناخ والبحر: التغيرات الدورية في اتجاه أو محور محور الدوران في الأرض والمدار حول الشمس. هناك عدد من دورات ميلانكوفيتش المعروفة التي تستمر بين 10,000 و 200,000 سنة
ويمكن للتغيرات الصغيرة نسبيا في اتجاه محور الأرض أو طول مواسمها أن تؤثر تأثيرا كبيرا على مناخ الأرض ومن الأمثلة على ذلك العصر الجليدي الذي بلغ 2.6 مليون سنة (الفترة الرباعية)، والتي يفترض أنها ناجمة عن دورات فلكية.   ويمكن للتغير المناخي أن يؤثر على مستوى سطح البحر العالمي (وبالتالي مقدار مساحة السكن في الأحواض الرسوبية) وإمدادات الرواسب من منطقة معينة في نهاية المطاف تغييرات صغيرة في المعلمات الفلكية يمكن أن يسبب تغييرات كبيرة في البيئة الرسوبية والترسيب.

## معدلات الترسيب
ويختلف المعدل الذي تودع فيه الرواسب تبعا للموقع ويمكن أن ترى قناة في شقة المد والجزر ترسب بضعة أمتار من الرواسب في يوم واحد بينما في قاع المحيط العميق كل عام يتراكم فقط بضعة ملليمترات من الرواسب ويمكن التمييز بين الترسيب الطبيعي والترسب الناجم عن عمليات كارثية وتشمل الفئة الأخيرة جميع أنواع العمليات الاستثنائية المفاجئة مثل الحركات الجماهيرية أو الشرائح الصخرية أو الفيضانات. ويمكن للعمليات الكارثية أن ترى الترسيب المفاجئ لكمية كبيرة من الرواسب دفعة واحدة وفي بعض البيئات الرسوبية تم تشكيل معظم العمود الكلي من الصخور الرسوبية من خلال عمليات كارثية على الرغم من أن البيئة عادة ما تكون مكانا هادئا وتسيطر البيئات الرسوبية الأخرى على الترسيب الطبيعي المستمر.
في كثير من الحالات يحدث الترسيب ببطء ففي الصحراء على سبيل المثال قد تسبب مواد الرياح السيليكلية (الرمل أو الطمي) في بعض المناطق أو الفيضانات الكارثية التي تسببها الوادي إفرازات مفاجئة لكميات كبيرة من مادة ديتريتال ولكن في معظم الأماكن يسيطر تآكل اليوليان كمية الصخور الرسوبية التي تشكل لا تعتمد فقط على كمية من المواد الموردة ولكن أيضا على مدى تعزيز المواد بشكل جيد ويزيل التعرية الرواسب الأكثر ترسبا بعد فترة قصيرة من الترسيب.

## علم الطبقات

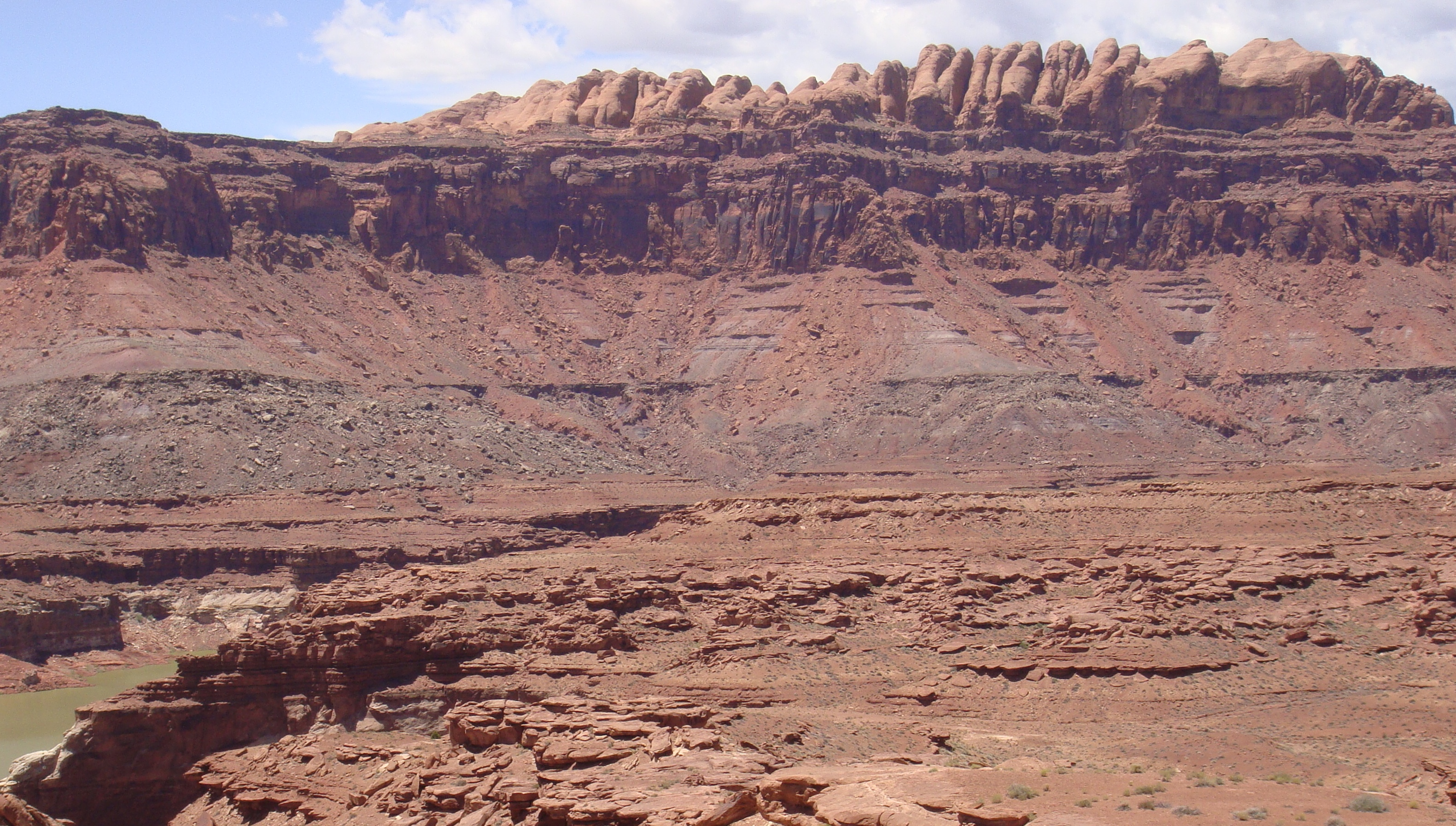
عصر البرمين من خلال طبقات الجوراسي من منطقة هضبة كولورادو في جنوب شرق ولاية يوتا التي تشكل الكثير من التشكيلات الصخرية الشهيرة في المناطق المحمية مثل حديقة الكابيتول ريف الوطنية وحديقة كانيونلاندز الوطنية. من الأعلى إلى الأسفل: تقريب القباب تان من الحجر الرملي نافاجو، الطبقات الحمراء كاينتا تشكيل، تشكيل الهاوية، عموديا مشتركة، الأحمر وينجيت الحجر الرملي، تشكيل المنحدر، الأرجواني تشكيل تشينل، الطبقات، وأشكال مينكوبي أخف وزنا، والأبيض، الطبقات كوتلر تشكيل الحجر الرملي. بسبب، وادي غلين منطقة الاستجمام وطنية، أوتاه.

من أهم المبادئ في علم الطبقات هومبدأ التراكب الذي ينص على أن طبقات الصخور الجديدة تترسب فوق طبقات الصخور القديمة وهناك عادة بعض الثغرات في تسلسل يسمى سطح عدم التوافق وتمثل هذه الفترات فترات لم ترسب فيها رواسب جديدة، أو عندما ترفع طبقات رسوبية سابقة فوق مستوى سطح البحر وتتعرض للتجوية والنقل.
وتحتوي الصخور الرسوبية على معلومات هامة عن تاريخ الأرض منها أنها تحتوي على الحفريات والبقايا المحفوظة من النباتات والحيوانات القديمة ويعتبر الفحم نوعا من الصخور الرسوبية. تكوين الرواسب يوفر لنا أدلة على الصخور الأصلية والاختلافات بين الطبقات المتعاقبة تشير إلى التغيرات في البيئة مع مرور الوقت ويمكن أن تحتوي الصخور الرسوبية على أحافير لأنها، خلافا لمعظم الصخور المتحولة والنارية، تشكل في درجات حرارة وضغوط لا تدمر بقايا الأحفوري مثل صخر البريشيا التي تمتاز بحبيباته ذات الحواف الحادة.

## اقرأ أيضا
- صخر ناري
- تعرية